# 湧別町
湧別町（ゆうべつちょう）は、オホーツク総合振興局管内中部、オホーツク海沿岸に位置する町。

## 町名の由来
町内を流れる湧別川より。
後述するように、もともと湧別川の川筋全域が「（旧）湧別村」となっていたが、1910年（明治43年）に（旧）湧別村を上湧別村・下湧別村に分割、1953年（昭和28年）にそれぞれ同時に町政施行した際に、下湧別村については下をとって湧別町となり、このため地名としての「湧別」は長らく河口付近の1自治体を指す名称となった。
なお、上湧別村のうちさらに上流域が遠軽村（その後さらに分村したのち再度合併して現在の遠軽町となる）として1919年（大正8年）に分離しているため、「上湧別」は「上」を冠するにもかかわらず、湧別川中下流域の地名となっていた。
2009年（平成21年）に上湧別町と（旧）湧別町の新設合併が行われることとなり、その事前協議の中で町名については「馴染み親しんだ両町どちらかの名称」を用いることとなり、「歴史的背景から」、「湧別町」となり、現行の（新）湧別町が発足した。

## 地理
オホーツク海に面し、湧別川河口～下流域に位置する。町東部にはサロマ湖がある。
- 河川 - 湧別川
- 湖沼 - サロマ湖、シブノツナイ湖、ポン沼

## 気候
ケッペンの気候区分によると、湧別町は湿潤大陸性気候に属する。寒暖の差が大きく気温の年較差、日較差が大きい顕著な大陸性気候である。降雪量が多く、豪雪地帯に指定されている。山岳地帯に囲まれる内陸部（道央等）に比べて、オホーツク海沿岸は降雪量が少なく、日によっては寒暖差はあるものの、平均気温は緩やかである。
| 湧別（1991年 - 2020年）の気候      | 湧別（1991年 - 2020年）の気候 | 湧別（1991年 - 2020年）の気候 | 湧別（1991年 - 2020年）の気候 | 湧別（1991年 - 2020年）の気候 | 湧別（1991年 - 2020年）の気候 | 湧別（1991年 - 2020年）の気候 | 湧別（1991年 - 2020年）の気候 | 湧別（1991年 - 2020年）の気候 | 湧別（1991年 - 2020年）の気候 | 湧別（1991年 - 2020年）の気候 | 湧別（1991年 - 2020年）の気候 | 湧別（1991年 - 2020年）の気候 | 湧別（1991年 - 2020年）の気候 |
| 月                                 | 1月                           | 2月                           | 3月                           | 4月                           | 5月                           | 6月                           | 7月                           | 8月                           | 9月                           | 10月                          | 11月                          | 12月                          | 年                            |
| ---------------------------------- | ----------------------------- | ----------------------------- | ----------------------------- | ----------------------------- | ----------------------------- | ----------------------------- | ----------------------------- | ----------------------------- | ----------------------------- | ----------------------------- | ----------------------------- | ----------------------------- | ----------------------------- |
| 最高気温記録 °C （°F）             | 9.4 (48.9)                    | 17.1 (62.8)                   | 19.2 (66.6)                   | 31.1 (88)                     | 38.5 (101.3)                  | 33.8 (92.8)                   | 36.2 (97.2)                   | 35.5 (95.9)                   | 32.6 (90.7)                   | 30.6 (87.1)                   | 22.3 (72.1)                   | 17.0 (62.6)                   | 38.5 (101.3)                  |
| 平均最高気温 °C （°F）             | −2.5 (27.5)                   | −2.3 (27.9)                   | 1.9 (35.4)                    | 9.3 (48.7)                    | 15.0 (59)                     | 18.0 (64.4)                   | 21.9 (71.4)                   | 23.7 (74.7)                   | 21.2 (70.2)                   | 15.2 (59.4)                   | 7.3 (45.1)                    | 0.1 (32.2)                    | 10.7 (51.3)                   |
| 日平均気温 °C （°F）               | −6.6 (20.1)                   | −6.8 (19.8)                   | −2.2 (28)                     | 4.3 (39.7)                    | 9.7 (49.5)                    | 13.4 (56.1)                   | 17.5 (63.5)                   | 19.3 (66.7)                   | 16.1 (61)                     | 9.8 (49.6)                    | 2.9 (37.2)                    | −3.8 (25.2)                   | 6.1 (43)                      |
| 平均最低気温 °C （°F）             | −11.7 (10.9)                  | −12.7 (9.1)                   | −7.1 (19.2)                   | −0.4 (31.3)                   | 4.8 (40.6)                    | 9.4 (48.9)                    | 13.9 (57)                     | 15.6 (60.1)                   | 11.7 (53.1)                   | 5.0 (41)                      | −1.2 (29.8)                   | −8.4 (16.9)                   | 1.6 (34.9)                    |
| 最低気温記録 °C （°F）             | −26.9 (−16.4)                 | −27.6 (−17.7)                 | −24.6 (−12.3)                 | −14.7 (5.5)                   | −3.2 (26.2)                   | 0.0 (32)                      | 3.8 (38.8)                    | 5.8 (42.4)                    | 2.5 (36.5)                    | −4.0 (24.8)                   | −14.9 (5.2)                   | −22.1 (−7.8)                  | −27.6 (−17.7)                 |
| 降水量 mm （inch）                 | 32.0 (1.26)                   | 23.1 (0.909)                  | 25.5 (1.004)                  | 38.6 (1.52)                   | 53.7 (2.114)                  | 67.3 (2.65)                   | 102.9 (4.051)                 | 114.1 (4.492)                 | 117.3 (4.618)                 | 79.3 (3.122)                  | 49.3 (1.941)                  | 43.1 (1.697)                  | 750.7 (29.555)                |
| 平均降水日数 （≥1.0 mm）           | 10.0                          | 8.4                           | 8.1                           | 9.0                           | 9.9                           | 10.4                          | 11.4                          | 11.6                          | 11.9                          | 10.3                          | 9.8                           | 9.7                           | 119.6                         |
| 平均月間日照時間                   | 102.2                         | 120.1                         | 161.0                         | 177.1                         | 179.8                         | 163.0                         | 157.2                         | 157.2                         | 165.3                         | 152.2                         | 110.3                         | 99.0                          | 1,747.4                       |
| 出典1：Japan Meteorological Agency |                               |                               |                               |                               |                               |                               |                               |                               |                               |                               |                               |                               |                               |
| 出典2：気象庁                      |                               |                               |                               |                               |                               |                               |                               |                               |                               |                               |                               |                               |                               |

## 歴史
湧別町は、1661年（寛文元年）に全島を巡行した吉田作兵衛が作成した地図「元禄御国絵図｣は現存していないが、元禄御国絵図の模写といわれるものにオホーツク沿岸の地形から不正確とはいえ｢ユウベチ｣と地名が記されており、この地図と同時に報告された「松前島郷帳」には、北見沿岸は西蝦夷地に含まれ、ゆうべち、のとろ（紋別弁天岬）、志よこつ、おこつぺ、ほろ内、つうへち（頓別）、そうや間の7部落が「ゆうべち」の内と記されていて、アイヌ民族の生活圏であった時代に、ユウベチ地区が北見沿岸を代表する主要地であったことを物語っている。松浦武四郎は、紀行文「由宇辺都誌（ゆうべつし）」に記している。屯田兵の入植した地であり、現在も北兵村、南兵村の地名が町内に残る。
- 1785年（天明5年） - 幕吏佐藤玄六郎が地理調査で、宗谷、オホーツク沿岸、厚岸を調査。検分記「蝦夷拾遺」に「ゆうべつ、川有り、暫く蝦夷の川舟通ず」とある。
- 1871年（明治3年） - 藤野四郎兵衛が湧別で漁業開始（生産活動の始まり）。
- 1885年（明治18年） - 和田麟吉、徳弘正輝、長澤久助が移住。徳弘氏が牧牛開始。和田氏が函館で種子を購入し、入植者に配布。
- 1890年（明治23年） - 湧別植民地決定、移住者合計9戸。
- 1891年（明治24年） - 湧別原野区画割完成（～学田）。
- 1892年（明治25年） - 屯田兵設置予定確定、紋別警察分署湧別駐在所設置（初行政警察）、湧別郵便局開設、道路開通、通信機関設置。
- 1893年（明治26年） - 移住者45戸、真言宗西本願寺説教所設置。
- 1894年（明治27年） - 湧別原野の貸付を受けて移住者増約73戸。上野徳三郎、礼文団体入植。
- 1895年（明治28年） - 4号線から川西に60人入植、四号線付近で医師高橋謙造診療開始。
- 1896年（明治29年） - 屯田兵兵屋工事始まる請負費約13万円、湧別神社建築、郵便為替電信業務開始、北海道同志小作人募集。
- 1897年（明治30年） - 紋別ほか9ヶ村戸長役場管轄より分離・独立し、湧別村戸長役場を設置する。屯田兵第一陣入植、浜市街地に屯田兵憲兵屯所設置、湧別尋常小学校開校、学田に入植42名。
- 1898年（明治31年） - 屯田兵第二陣到着、兵村工事完了。北湧尋常小学校新築落成、湧別小学校校舎新築落成式。
- 1906年（明治39年） - 二級町村制を施行し、戸長役場を廃止する。村名を湧別村とする。
- 1910年（明治43年） - 湧別村から上湧別村が分村、湧別村が改称して下湧別村となる。
- 1919年（大正8年） - 上湧別村から遠軽村（現・遠軽町）が分村・独立。
- 1940年（昭和15年） - 1級町村制を施行する。
- 1942年（昭和17年）5月26日 - 湧別機雷事故が発生。
- 1950年（昭和25年） - 一部を常呂郡佐呂間村（現・佐呂間町）に移管。
- 1953年（昭和28年） - 町制施行により、下湧別村・上湧別村がそれぞれ湧別町・上湧別町となる。
- 1998年（平成10年） - 東芭露の林道脇の沢から約30,000年前のナウマンゾウの臼歯化石[7]が見つかる[8]。
- 2009年（平成21年）10月5日 - 湧別町・上湧別町が新設合併、新町名を湧別町とする。

## 行政

### 町長
- 2021年 - 刈田智之（11月15日就任）
- 2013年 - 石田昭廣（11月15日就任）
- 2009年 - 原田雅美（11月15日就任、旧上湧別町長、合併後初の町長）

## 財政

### 平成18年度
旧湧別町
- 財政力指数 0.204  北海道市町村平均 0.28
- 経常収支比率 77.9%
- 標準財政規模 26億7717万円
- 普通会計歳入 40億4038万円
  - 地方交付税 21億9157万円
  - 地方税   4億8612万円
- 普通会計歳出 39億4330万円
  - 公債費  7億4942万円
- 人口一人当たり人件費物件費等決算額 25万6874円  北海道市町村平均 13万6888円
- 人口一人当たり地方債現在高 130万3789円 普通会計分のみ 北海道市町村平均 66万6050円
- 実質公債費比率 14.4%
- 職員1000人当たり職員数 17.81人 北海道市町村平均 8.70人 職員数が過剰である
  - 内訳 一般職員 87人（技能労務職 3人 ） 教育公務員 合計89人
- 町職員一人当たり平均給料月額 28万2000円 すべての職員手当を含まない数字
- 町職員一人当たり人件費概算値 810万8090円 （人件費/職員数）
- ラスパイレス指数 95.5 全国町村平均 93.9

地方債等の残高
- 1普通会計分の地方債 65億1500万円 （積立金合計 31億1400万円）
- 2特別会計分の地方債 19億5300万円
- 3関係する一部事務組合分の債務 7079万円 （負債x負担割合）
  - 遠軽地区広域組合、両湧別町学校給食組合、網走地方教育センター、網走管内交通災害共済組合
- 4第三セクター等の債務保証等に係る債務 0円
  - 湧別振興公社

地方債等の残高合計 85億3879円 （連結会計）
- 湧別町民一人当たり地方債残高 170万8783円

旧上湧別町
- 財政力指数 0.227 北海道市町村平均 0.28
- 経常収支比率 87.5%
- 標準財政規模 24億6228万円
- 普通会計歳出規模 35億5905万円
  - 地方交付税 19億5376万円
  - 地方税    4億3162万円
- 普通会計歳出規模 34億6986万円
  - 人件費 6億6599万円
  - 公債費 7億8591万円
- 人口一人当たり人件費物件費等決算額 20万3595円 北海道市町村平均 13万6888円
- 人口一人当たり地方債現在高 101万4092円 普通会計分のみ 北海道市町村平均 66万6050円
- 実質公債費比率 15.7%
- 人口一人当たり職員数 12.70人 北海道市町村平均 8.70人
  - 内訳 一般職員 71人（うち技能労務職 3人） 教育公務員 2人 合計73人
- 町職員一人当たり平均給料月額 32万4400円 すべての職員手当を含まない数字
- 町職員一人当たりの人件費概算値 912万3273円
- ラスパイレス指数 96.8 全国町村平均 93.9

地方債等の残高
- 1普通会計分の地方債 58億3100万円
- 2特別会計分の地方債 18億5500万円
- 3関係する一部事務組合分の債務 9624万円
  - 両湧別町給食組合 債務1億3600万円 負担割合 59.4%
- 4第三セクター等の債務保証等に係る債務 0円

地方債等の残高合計 77億8224万円 （連結会計）
- 上湧別町民一人当たりの地方債等残高 135万3433円

## 経済・産業
基幹産業は漁業、酪農、農業など。日本最北のリンゴの産地である。

### 立地企業
- ホッコン北見工場
- 共立メンテナンスオホーツク営業所
- 北海道あけぼの食品株式会社湧別工場（株式会社マルハニチロ北日本十勝工場湧別事業所）-　2014年廃止

### 農協・漁協
- 湧別町農業協同組合（JAゆうべつ町） - 旧湧別町エリア
- えんゆう農業協同組合（JAえんゆう） - 旧上湧別町エリア
- 湧別漁業協同組合
- 北海道農業共済組合（NOSAI北海道）湧別支所、湧別家畜診療所

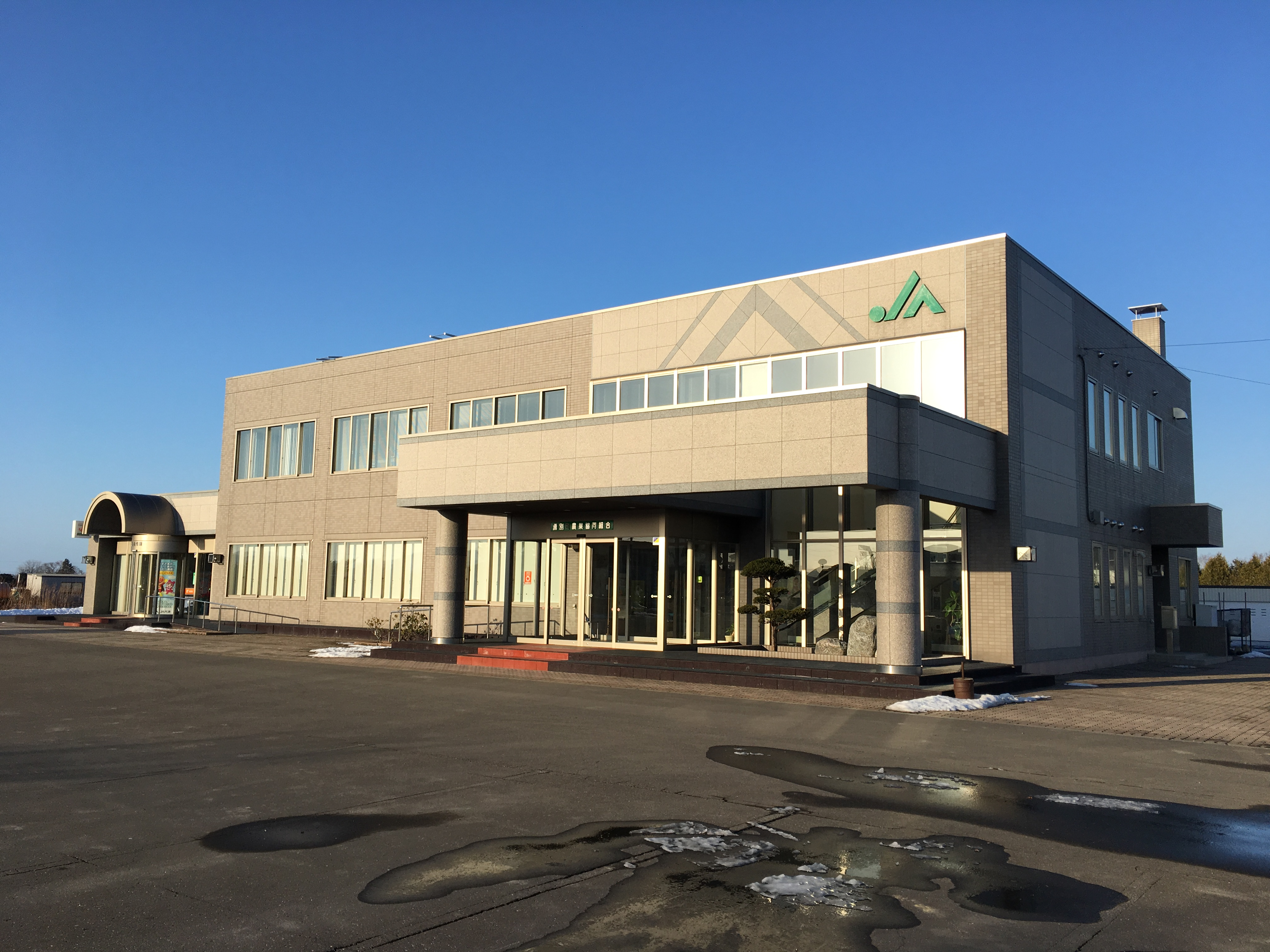
湧別町農業協同組合
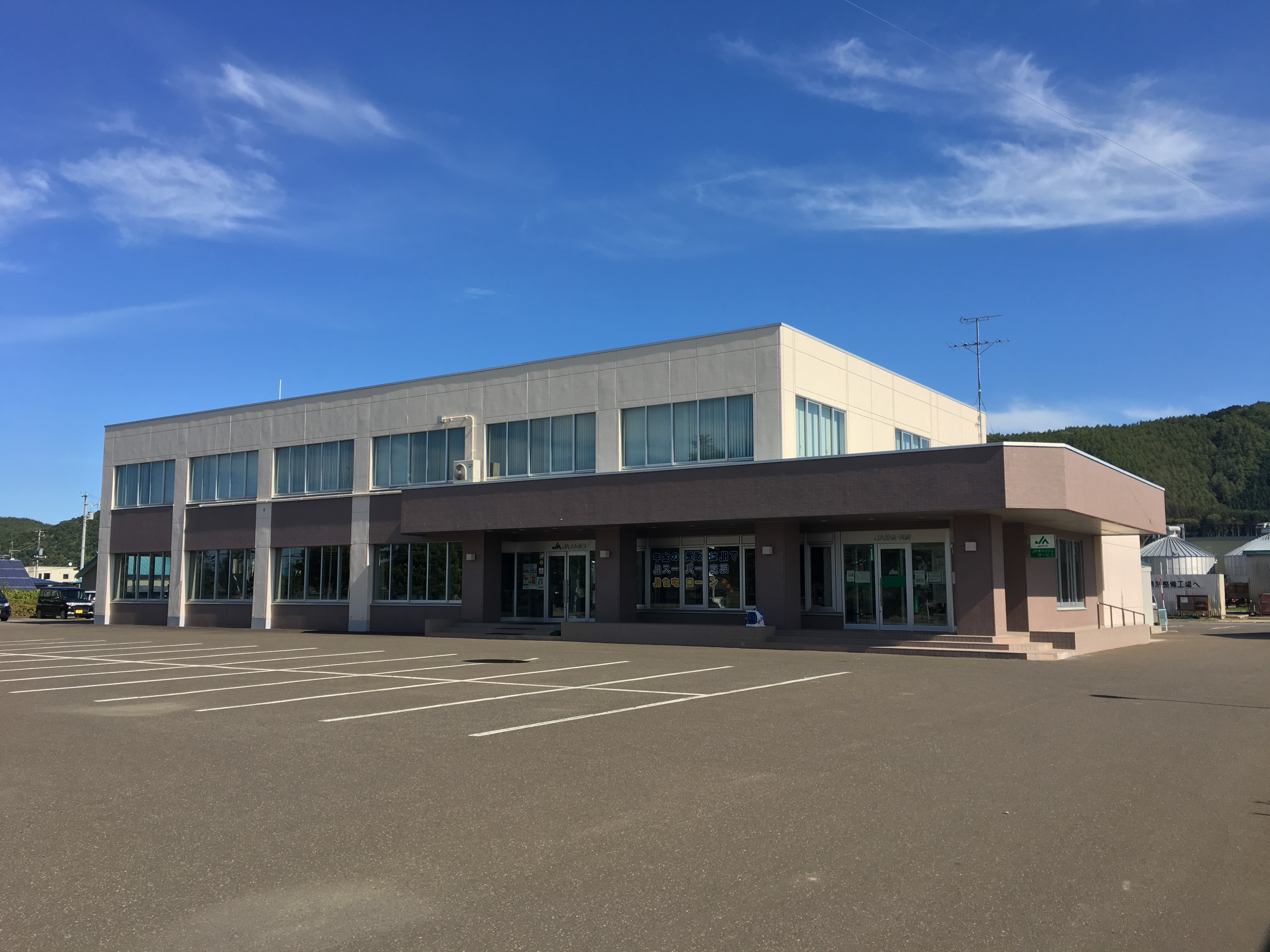
えんゆう農業協同組合

### 金融機関
- 北海道銀行 - 中湧別支店
- 遠軽信用金庫 - 湧別支店、中湧別支店

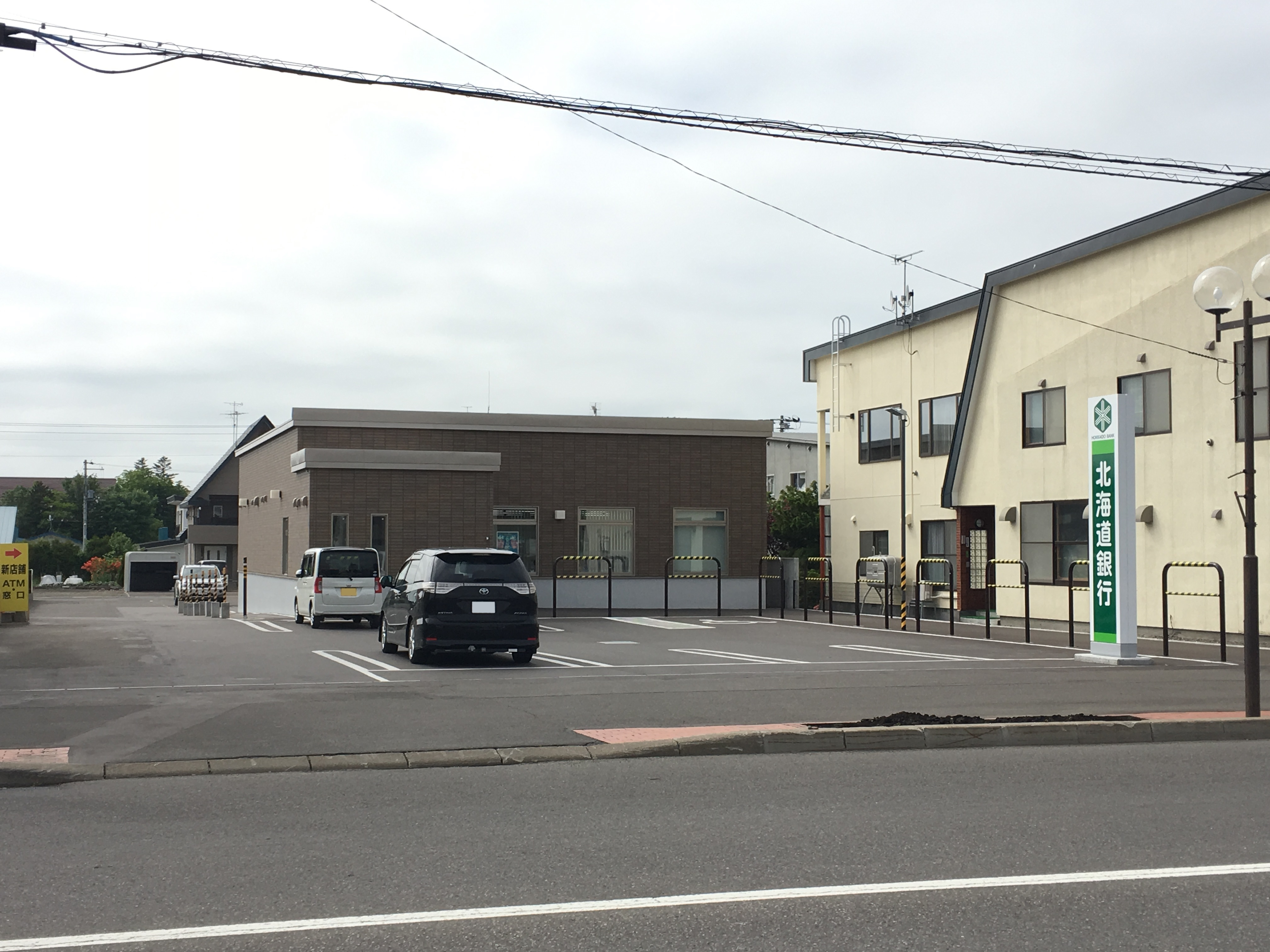
北海道銀行中湧別支店
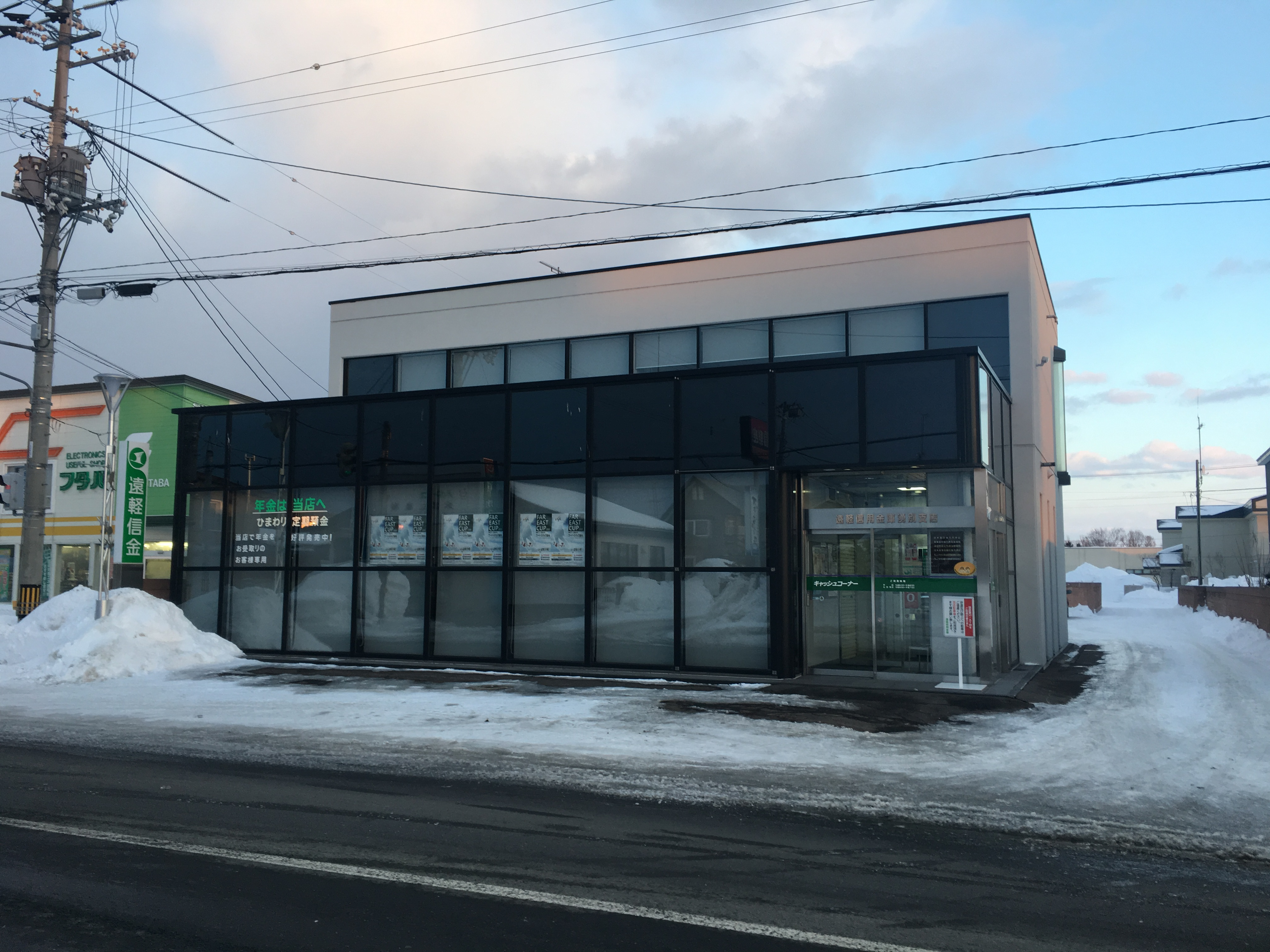
遠軽信用金庫湧別支店
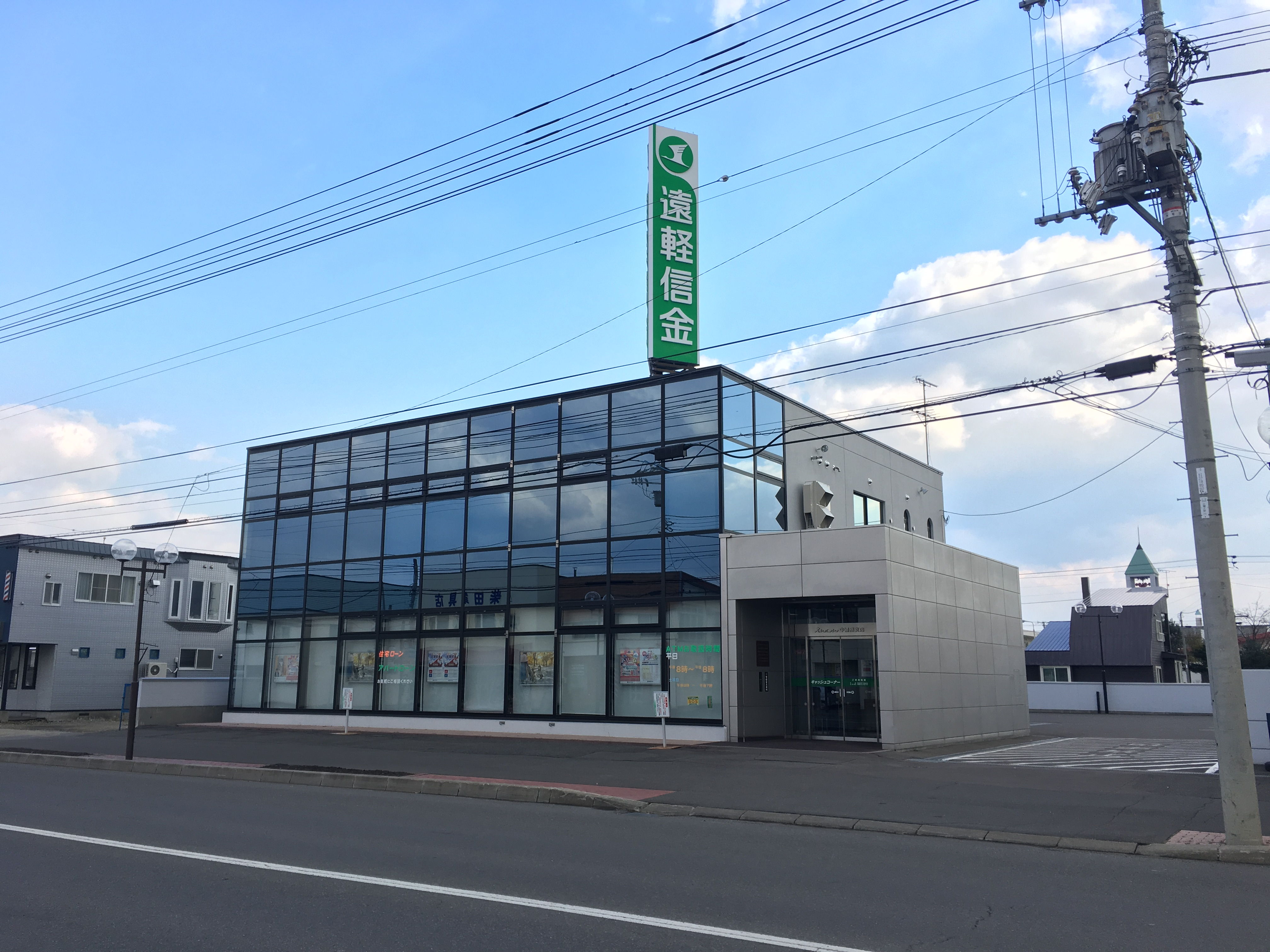
遠軽信用金庫中湧別支店

### 商業
- 北雄ラッキー - シティマートなかゆうべつ（旧Aコープなかゆうべつ）
- Aコープゆうべつ - 湧別店、ハマナスクラブゆうべつ芭露店
- 湧別漁業協同組合 - オホーツク湧鮮館
- ホーマックニコット - 湧別店
- ツルハドラッグ - 湧別店
- ローソン - 上湧別店
- セブン-イレブン - 湧別町店、上湧別店
- セイコーマート - 湧別、たかだ中湧別、上湧別
- イワイ書店

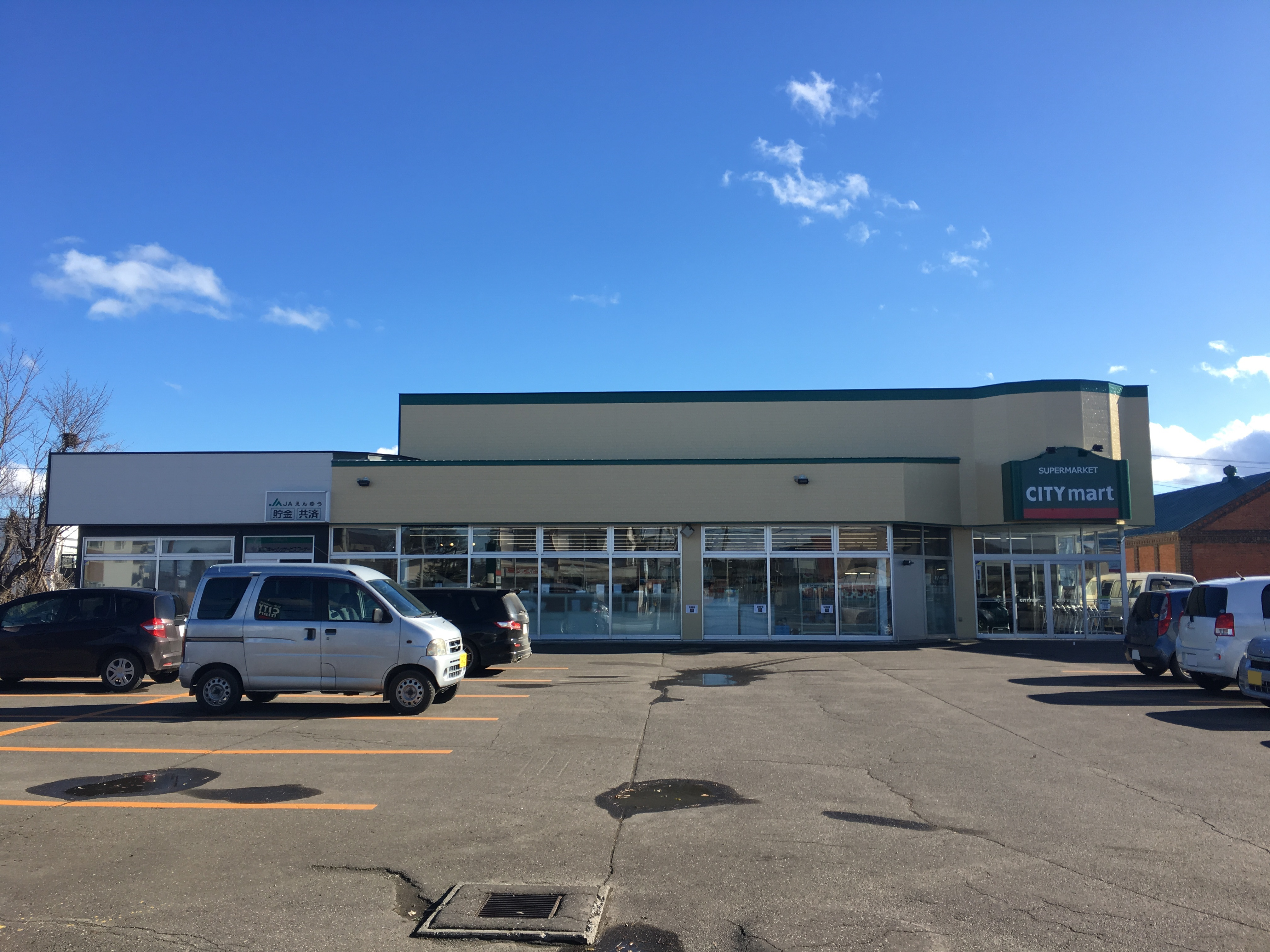
北雄ラッキーシティマートなかゆうべつ
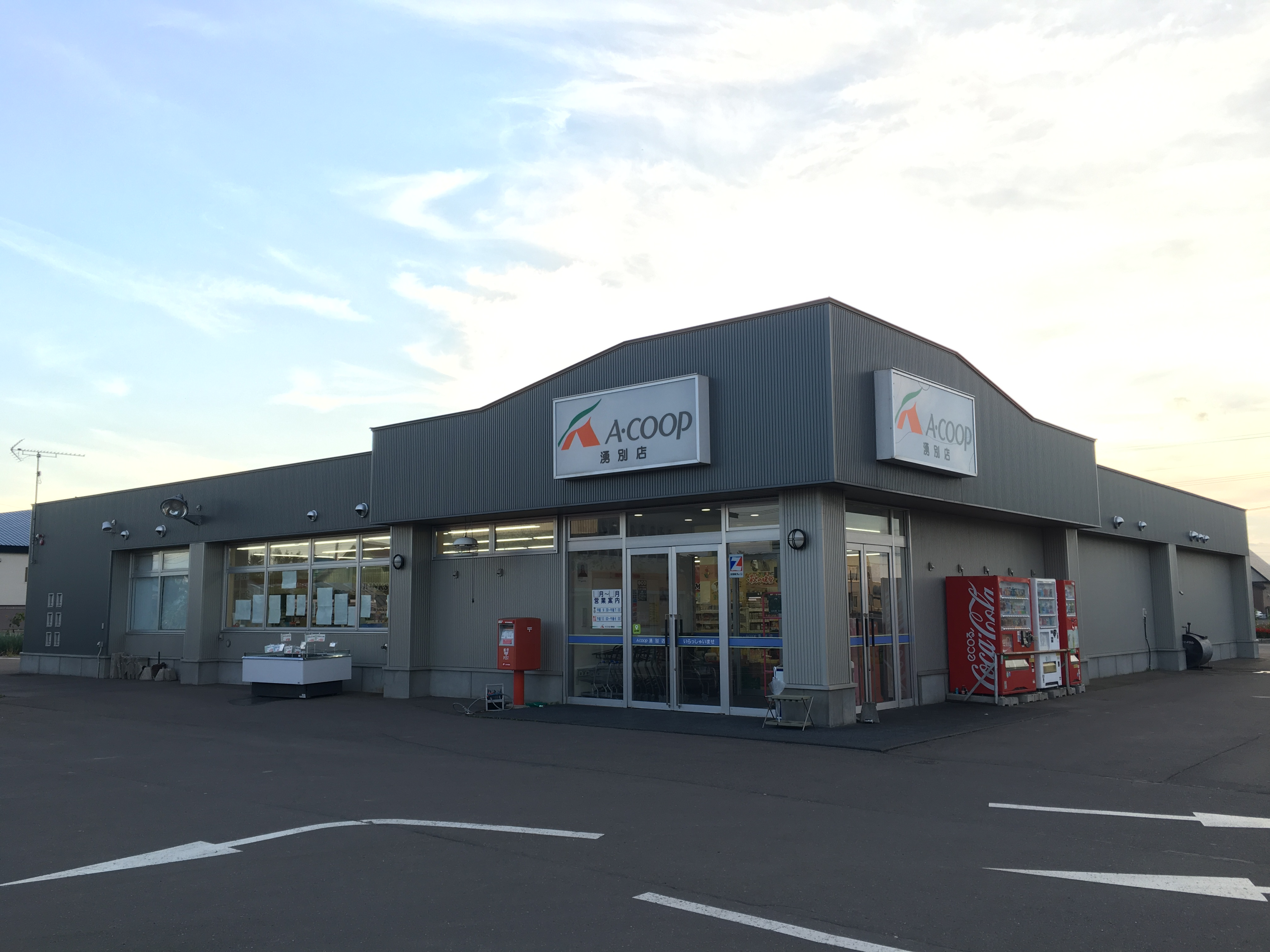
Aコープ湧別店
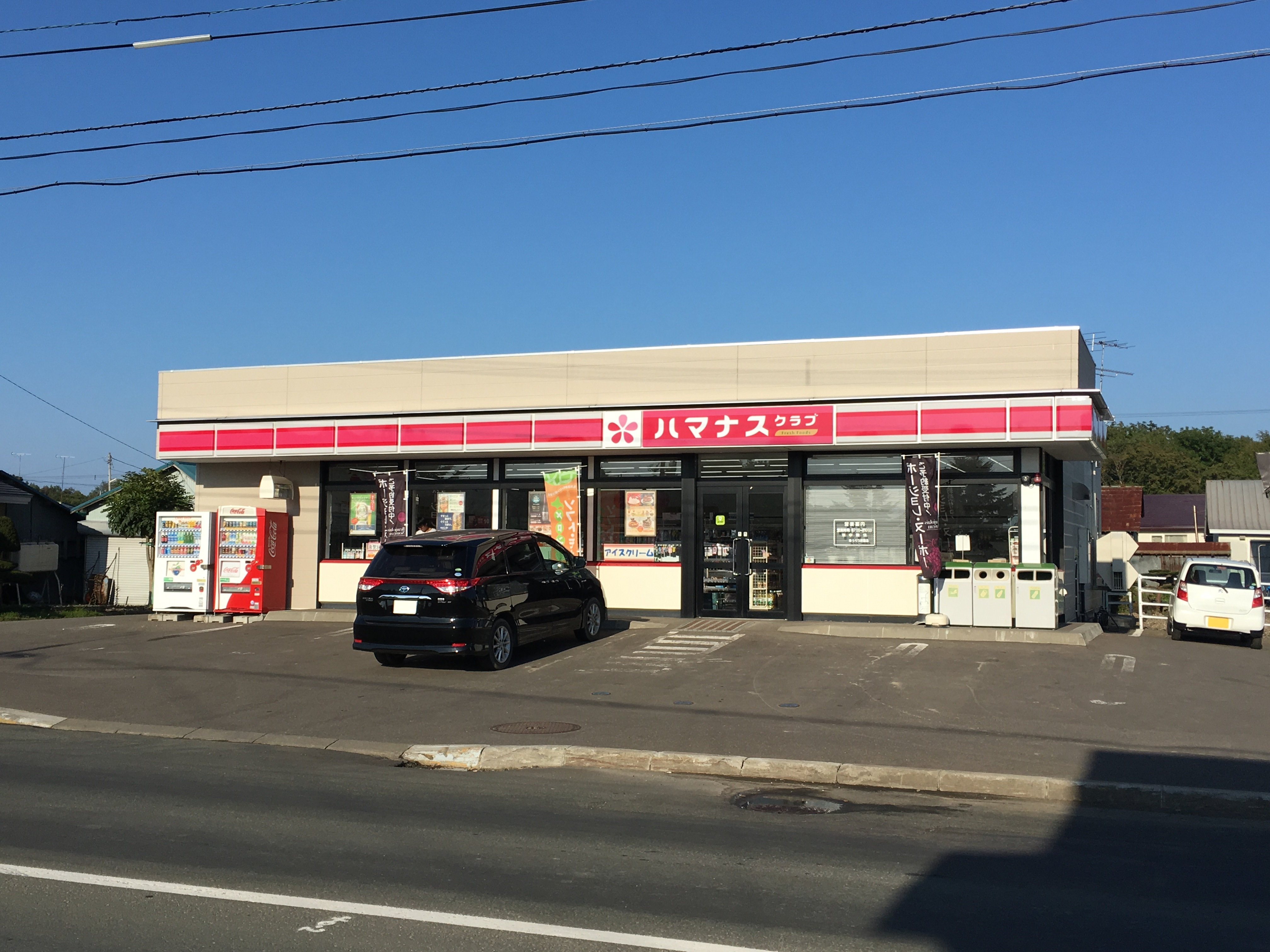
ハマナスクラブゆうべつ芭露店
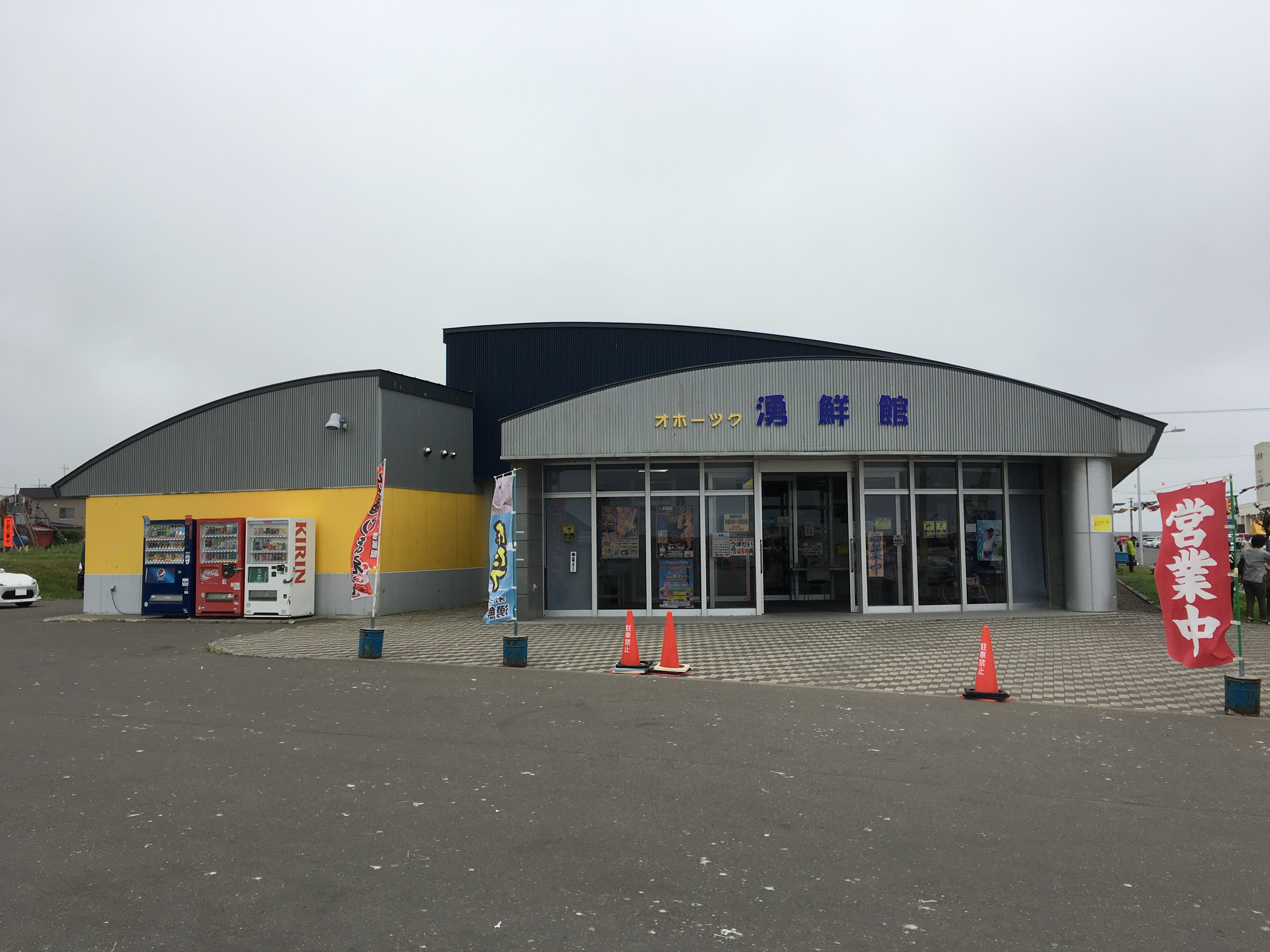
オホーツク湧鮮館
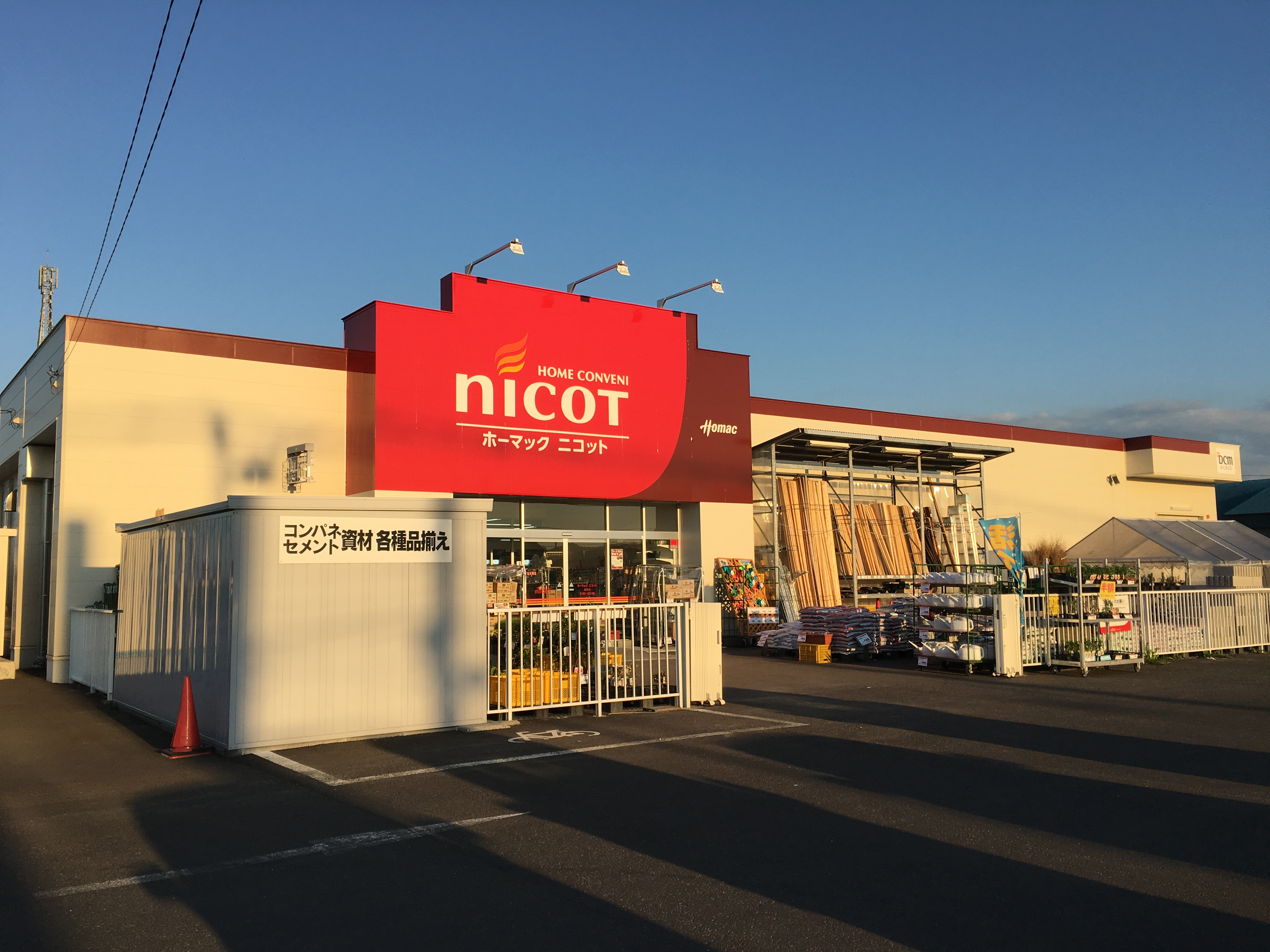
ホーマックニコット湧別店
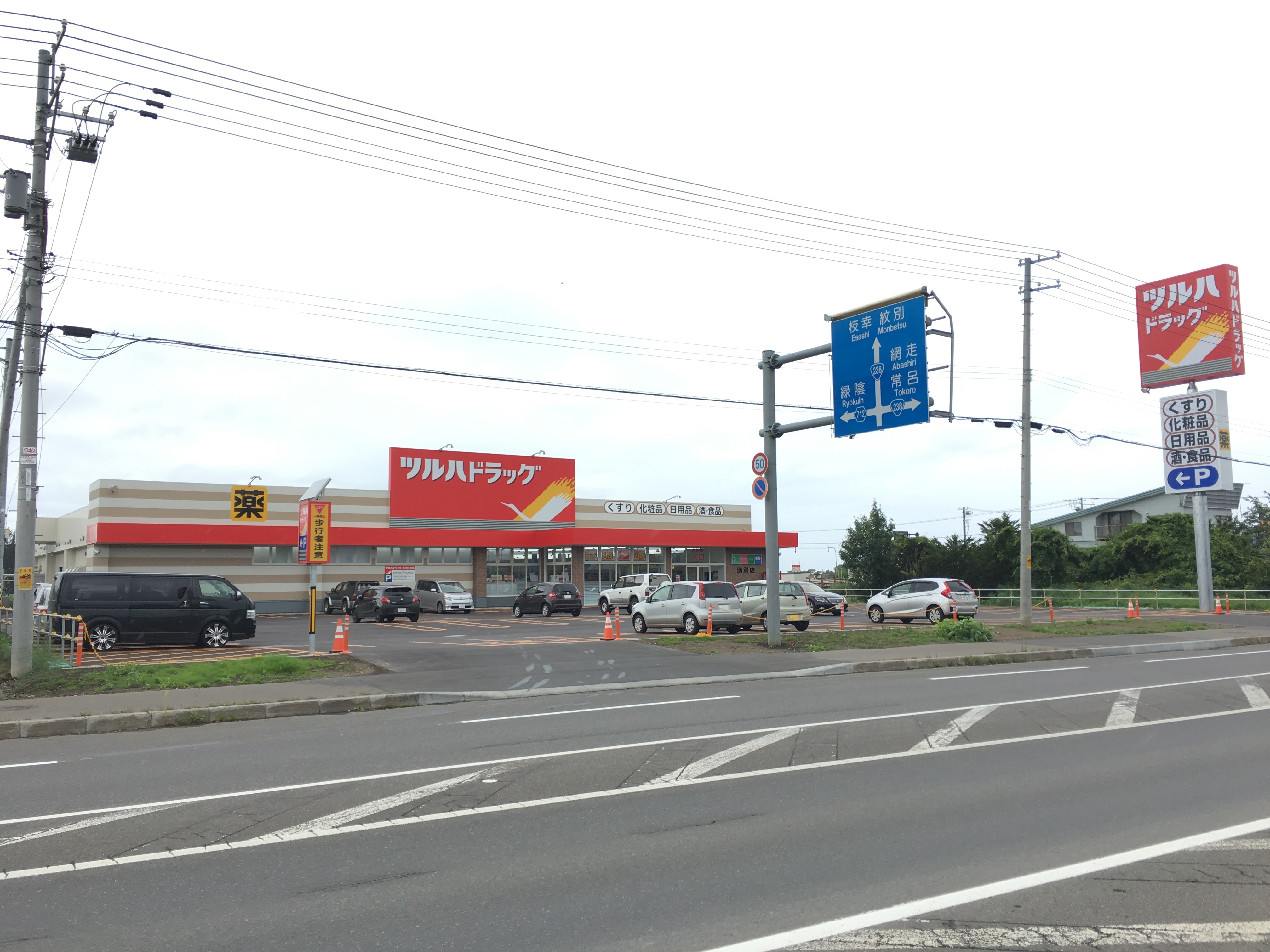
ツルハドラッグ湧別店
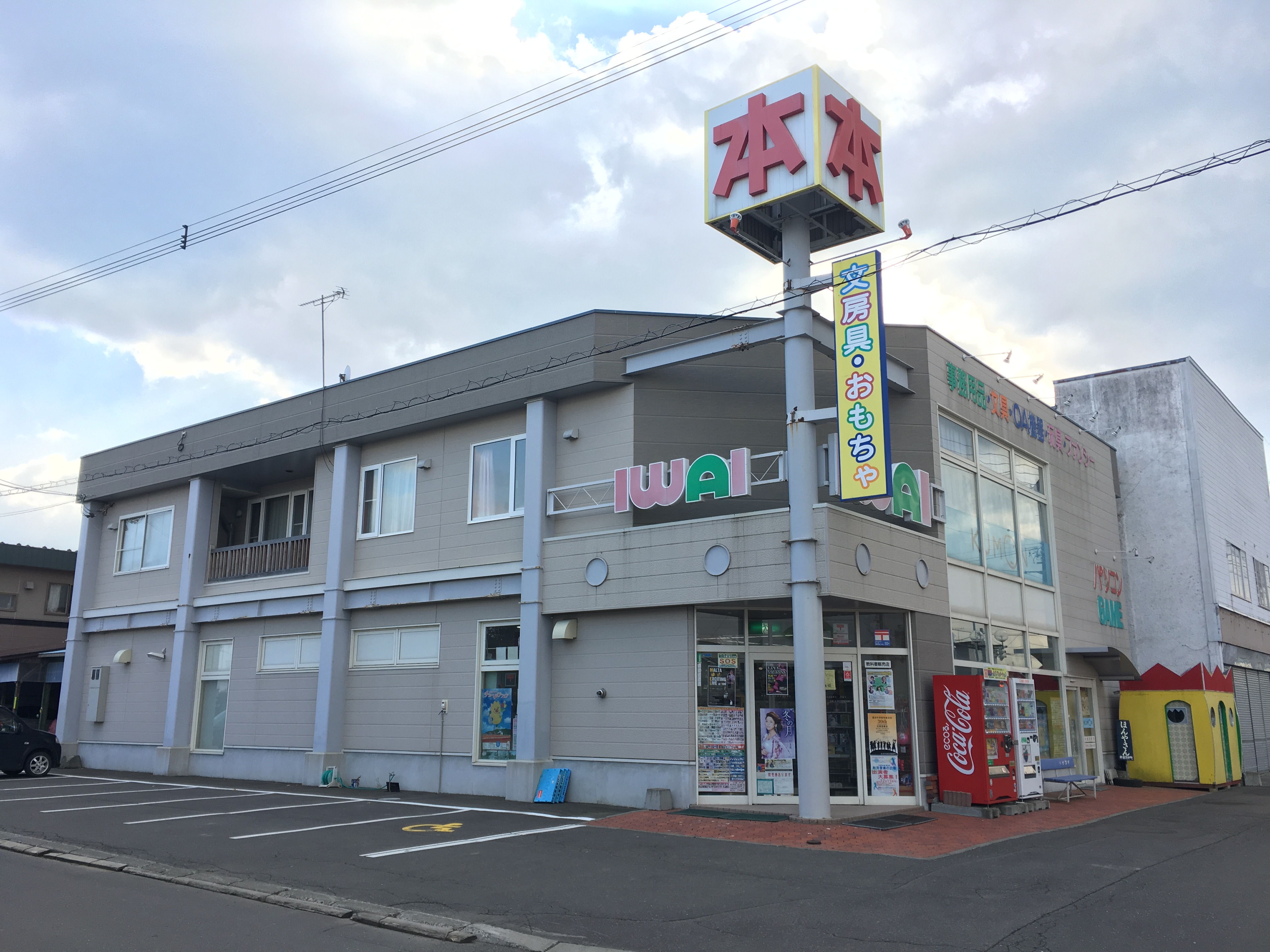
イワイ書店

## 郵便
郵便局
- 湧別郵便局（集配局）
- 上湧別郵便局（集配局）
- 中湧別郵便局（集配局）
- 芭露郵便局（集配局）

- 計呂地郵便局
- 上芭露郵便局
- 開盛郵便局

簡易郵便局
- 湧別錦町簡易郵便局 - JAゆうべつ町本所内に設置されている。
- 登栄床簡易郵便局

- 富美簡易郵便局

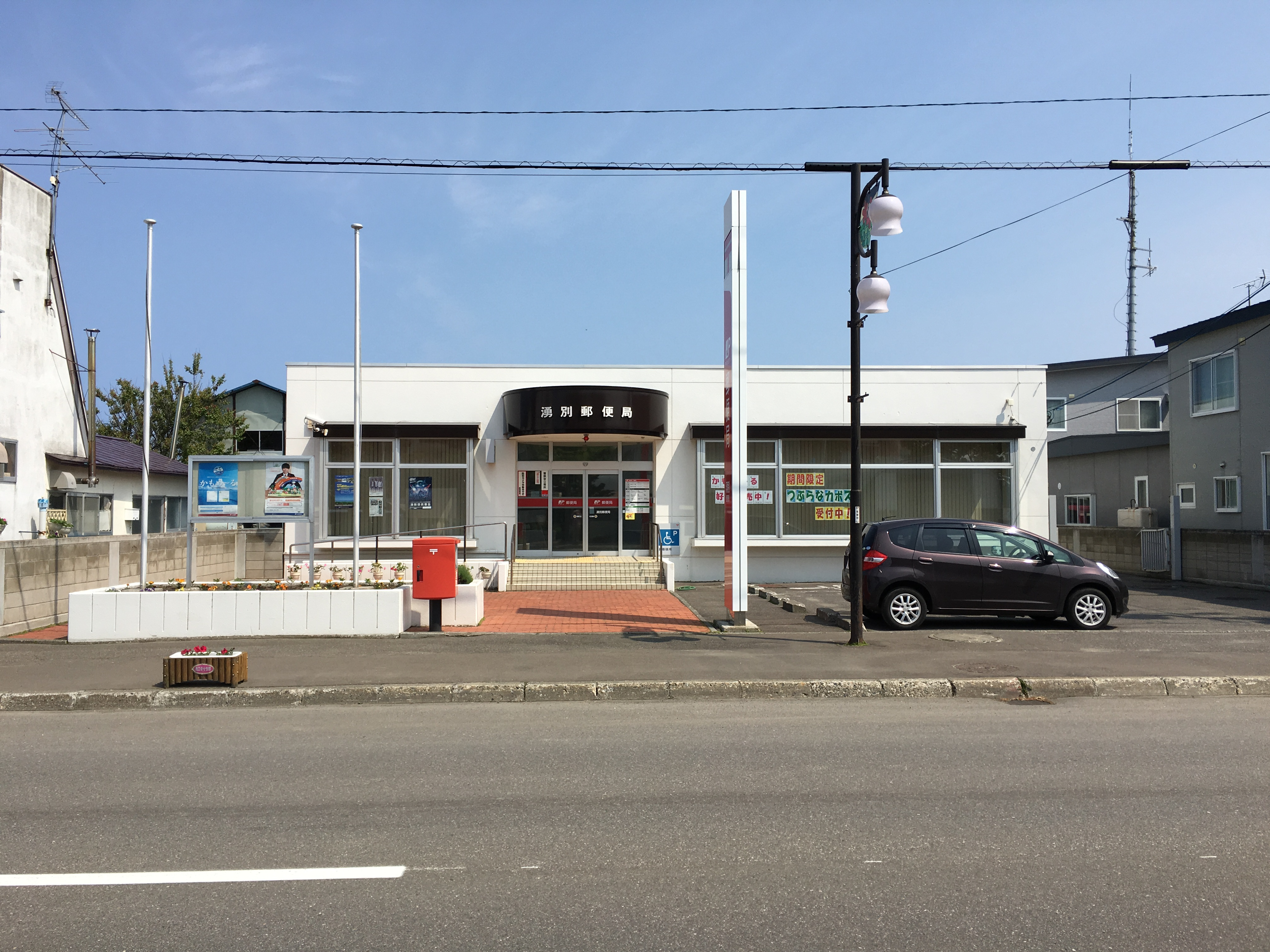
湧別郵便局
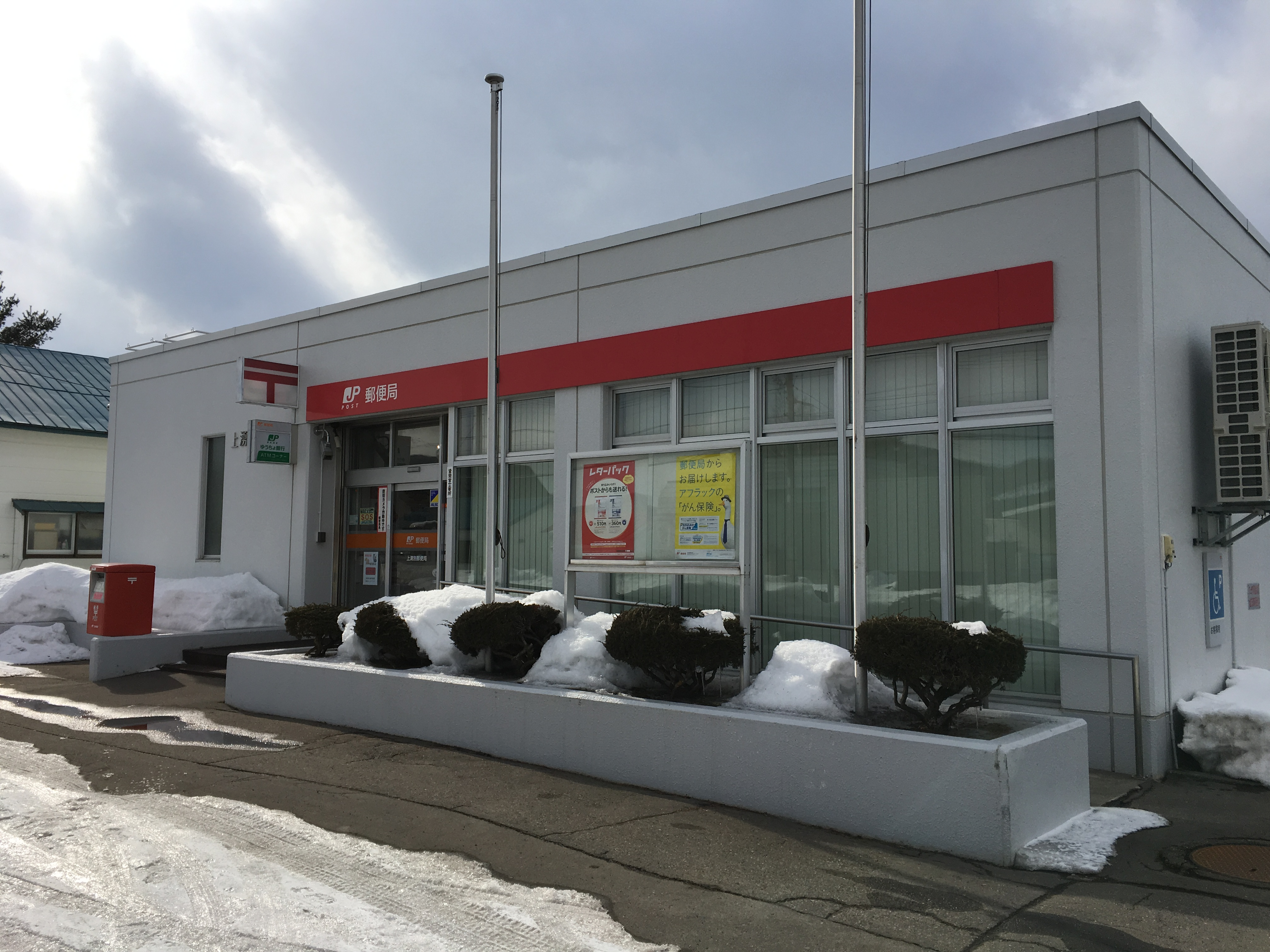
上湧別郵便局
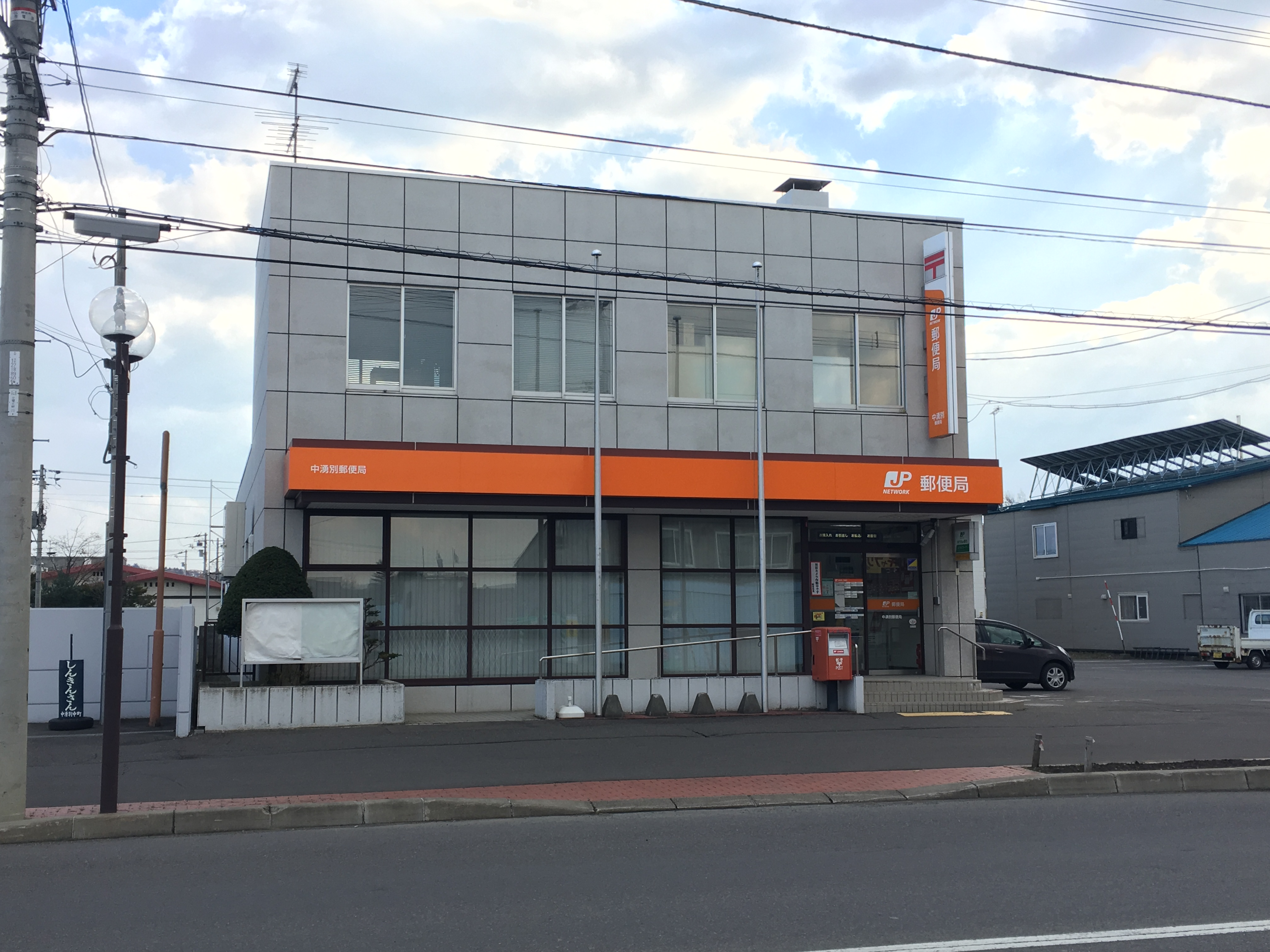
中湧別郵便局
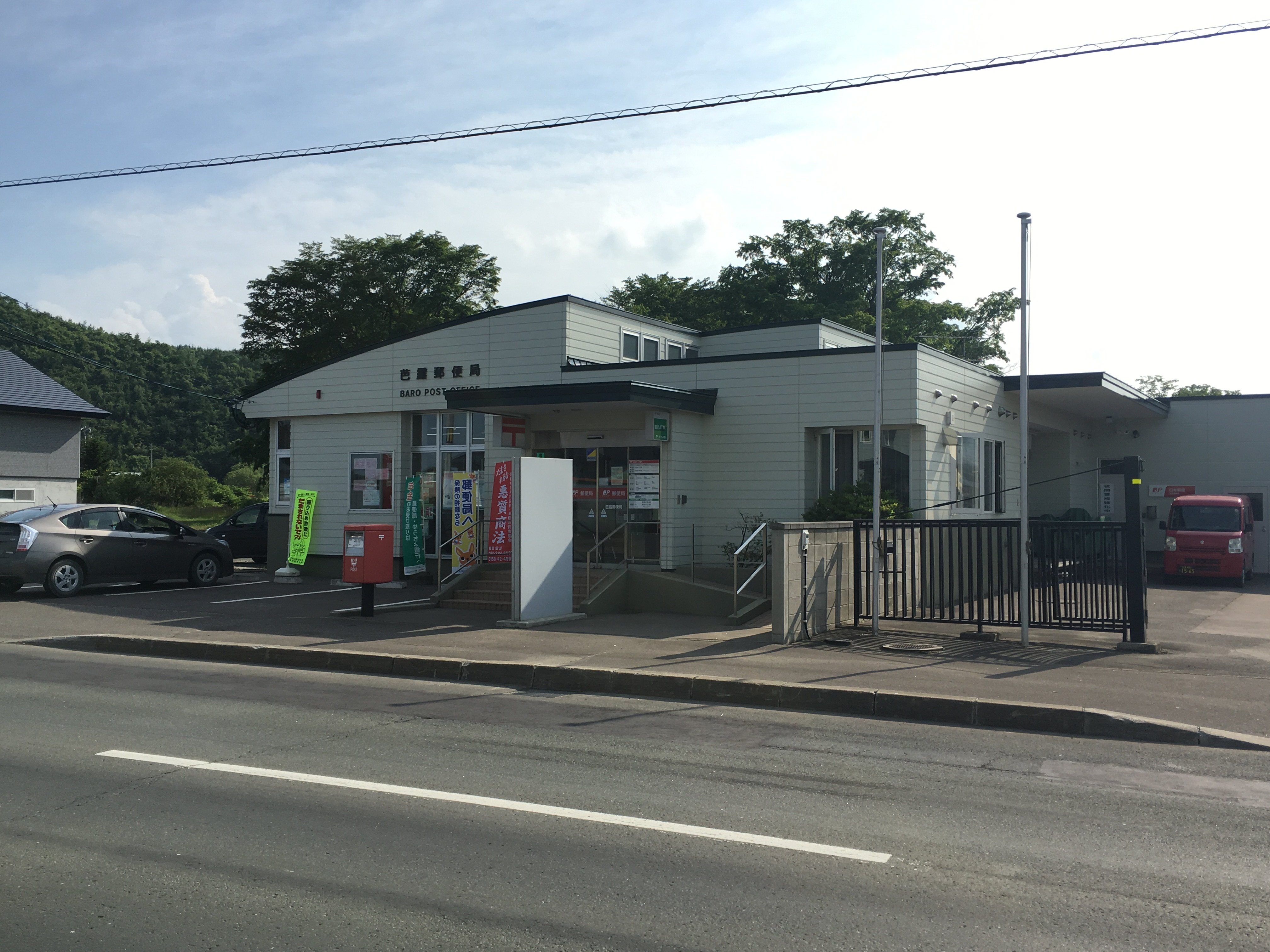
芭露郵便局
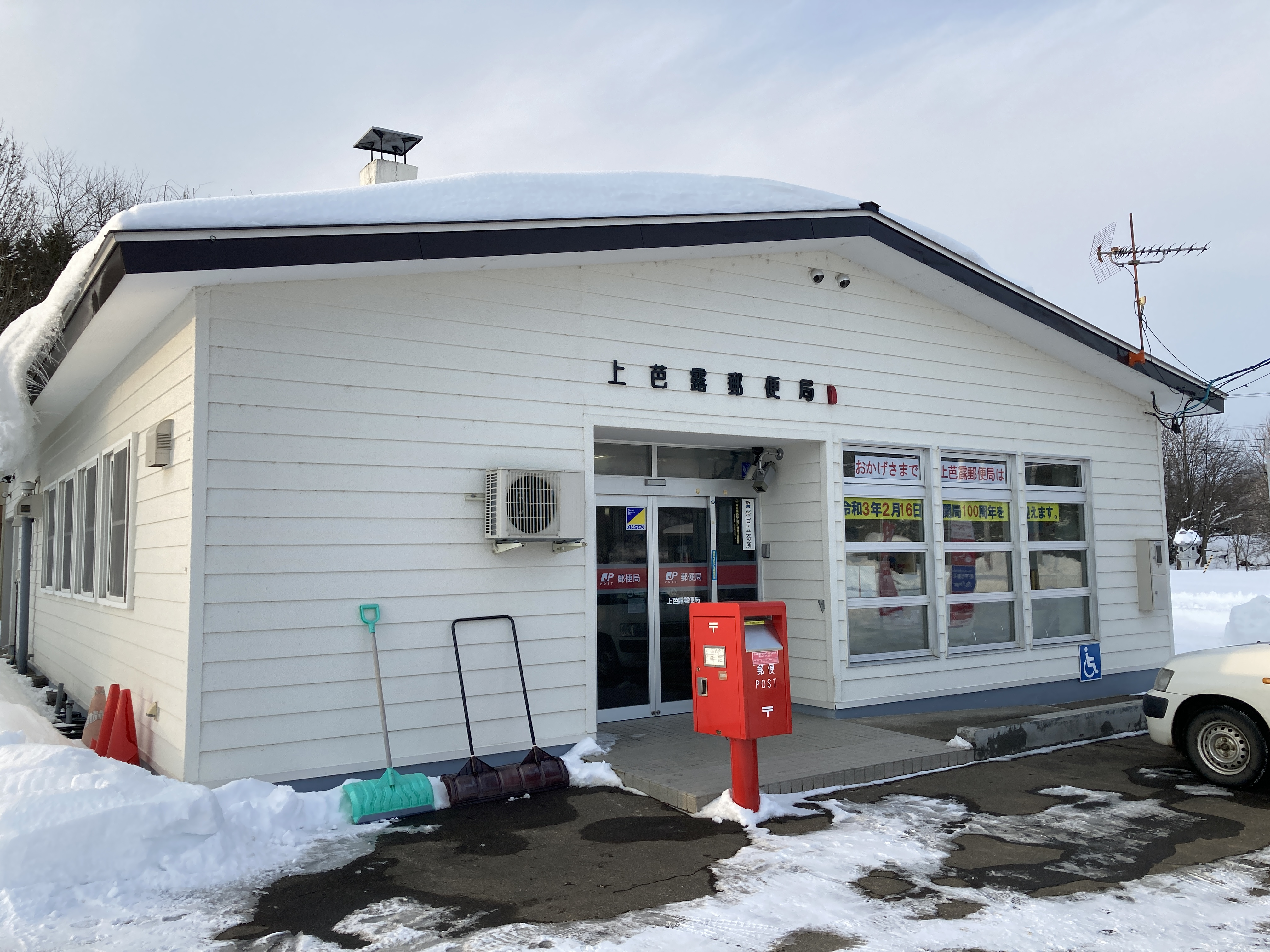
上芭露郵便局
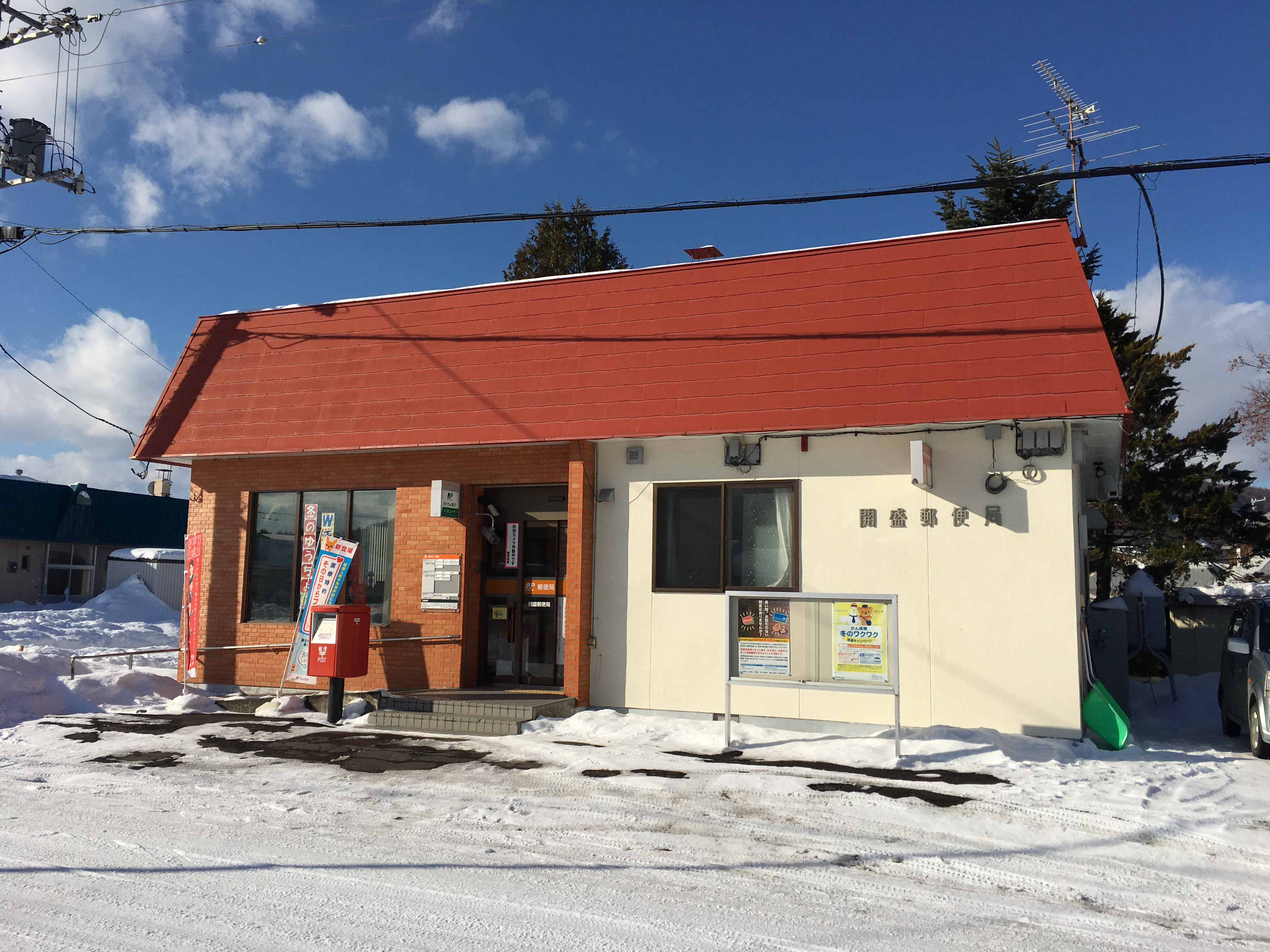
開盛郵便局

## 宅配便
- ヤマト運輸：道北主管支店

遠軽北センター（遠軽町）
- 佐川急便：紋別営業所（紋別市）

## 医療機関

### 病院
- 医療法人社団耕仁会
  - 曽我病院
- 北海道厚生農業協同組合連合会（JA北海道厚生連）
  - ゆうゆう厚生クリニック

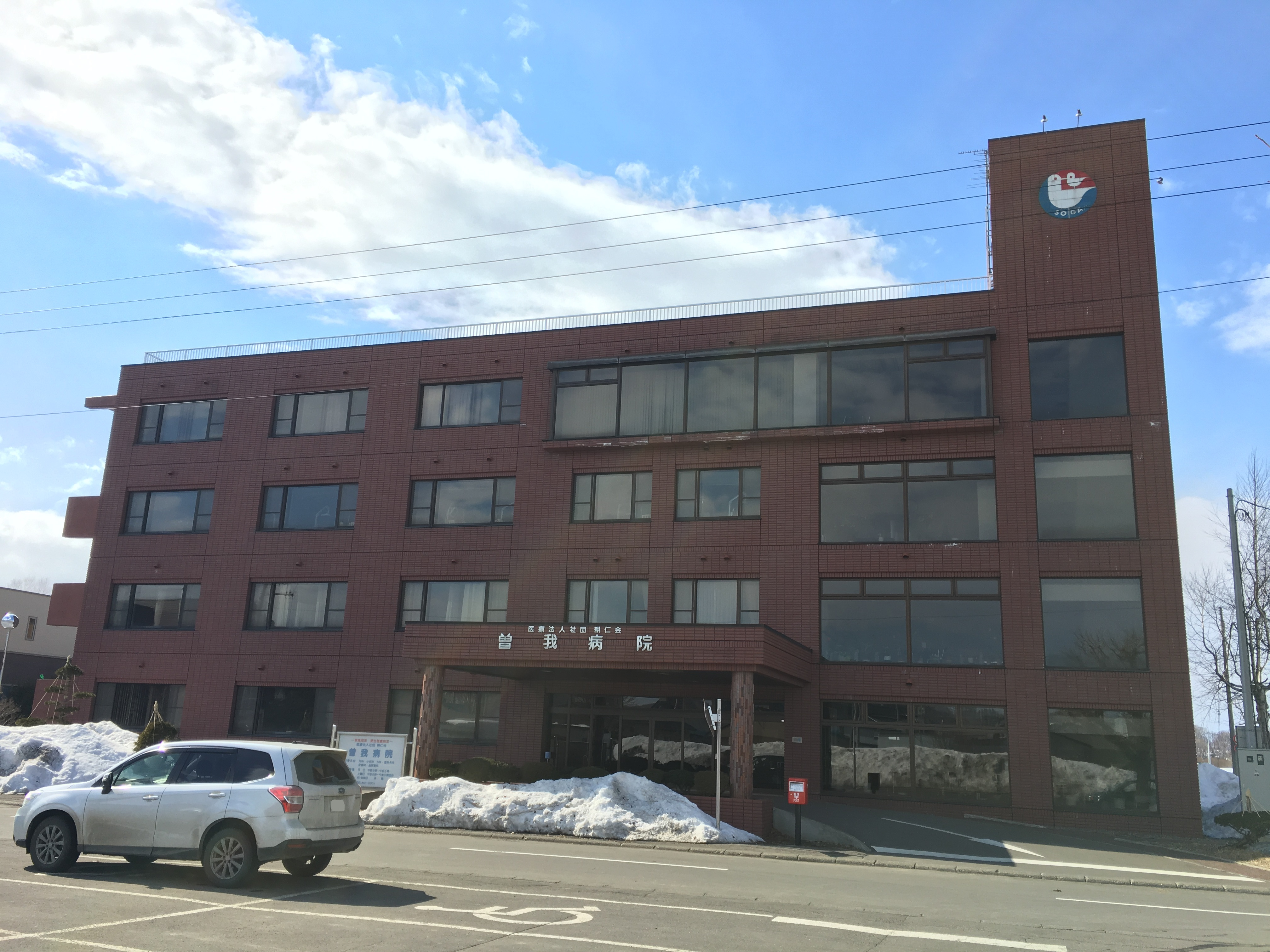
医療法人社団耕仁会曽我病院
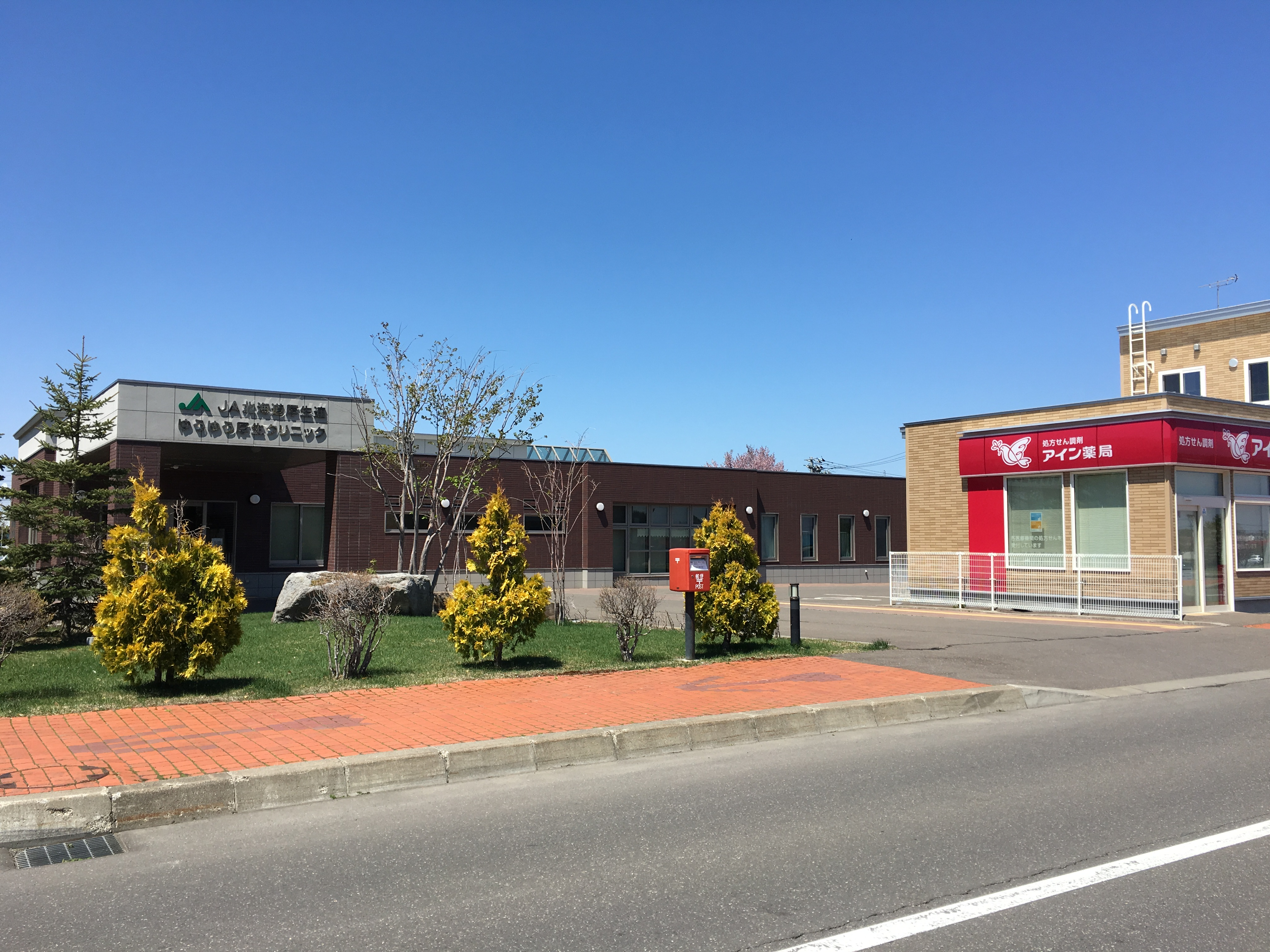
JA北海道厚生連ゆうゆう厚生クリニック

## 官公庁・公共機関

### 湧別町役場
2016年（平成28年）4月から分庁方式が採用されている。
- 上湧別庁舎（上湧別屯田市街地318） - 旧上湧別町役場。本庁的機能を有する。
- 湧別庁舎（栄町112-1） - 旧湧別町役場。
- 中湧別出張所（中湧別中町3020-1） - 湧別町文化センターTOM内に設置されている。
- 芭露出張所（芭露297） - JAゆうべつ町芭露支所内に設置されている。

2023年（令和5年）の町の構想では2024年度末閉校予定の中湧別小学校敷地内に2棟分散式の庁舎を設置し、湧別庁舎と上湧別庁舎を廃止して出張所を置くこととしている。

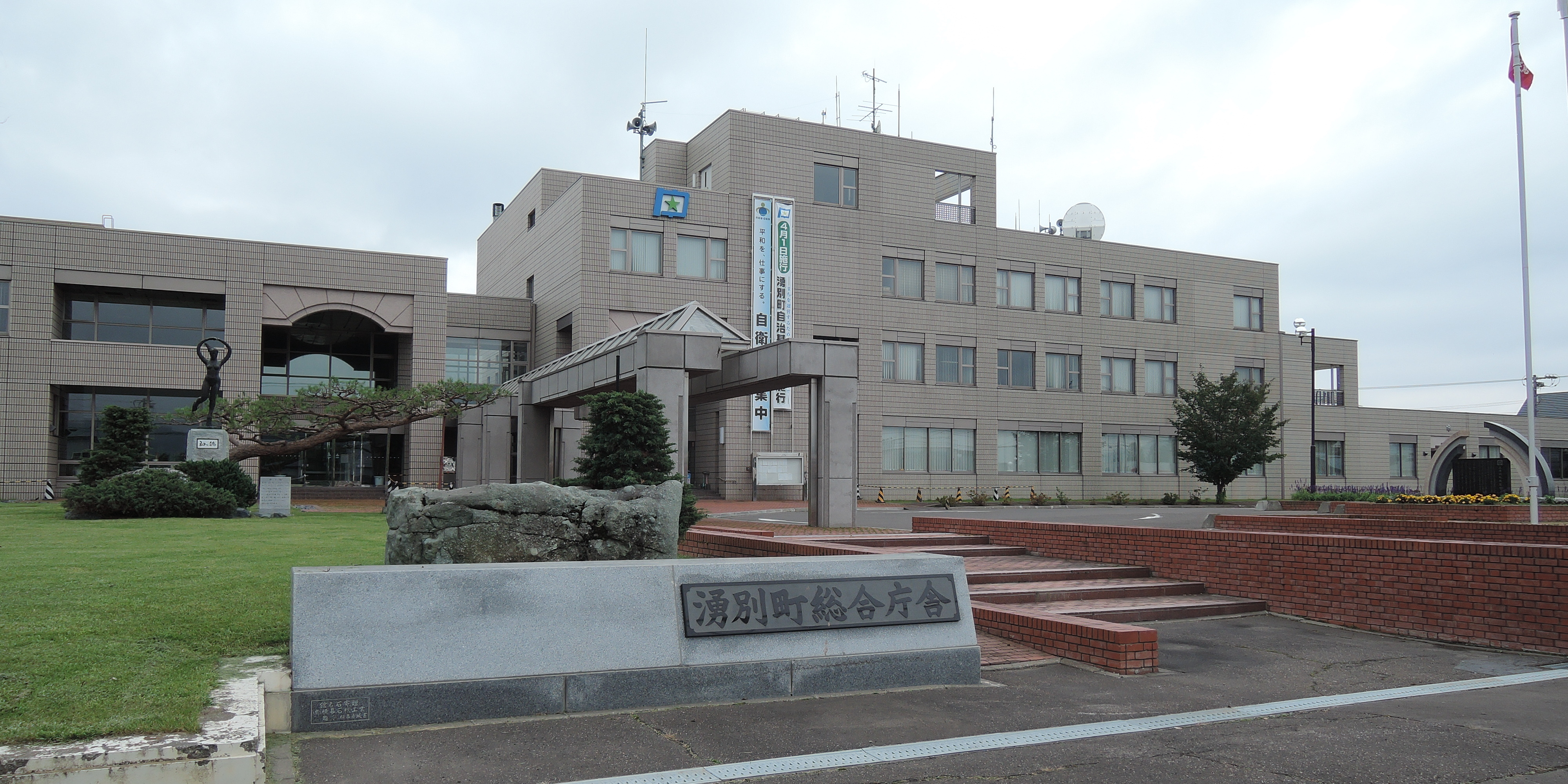
湧別町役場上湧別庁舎
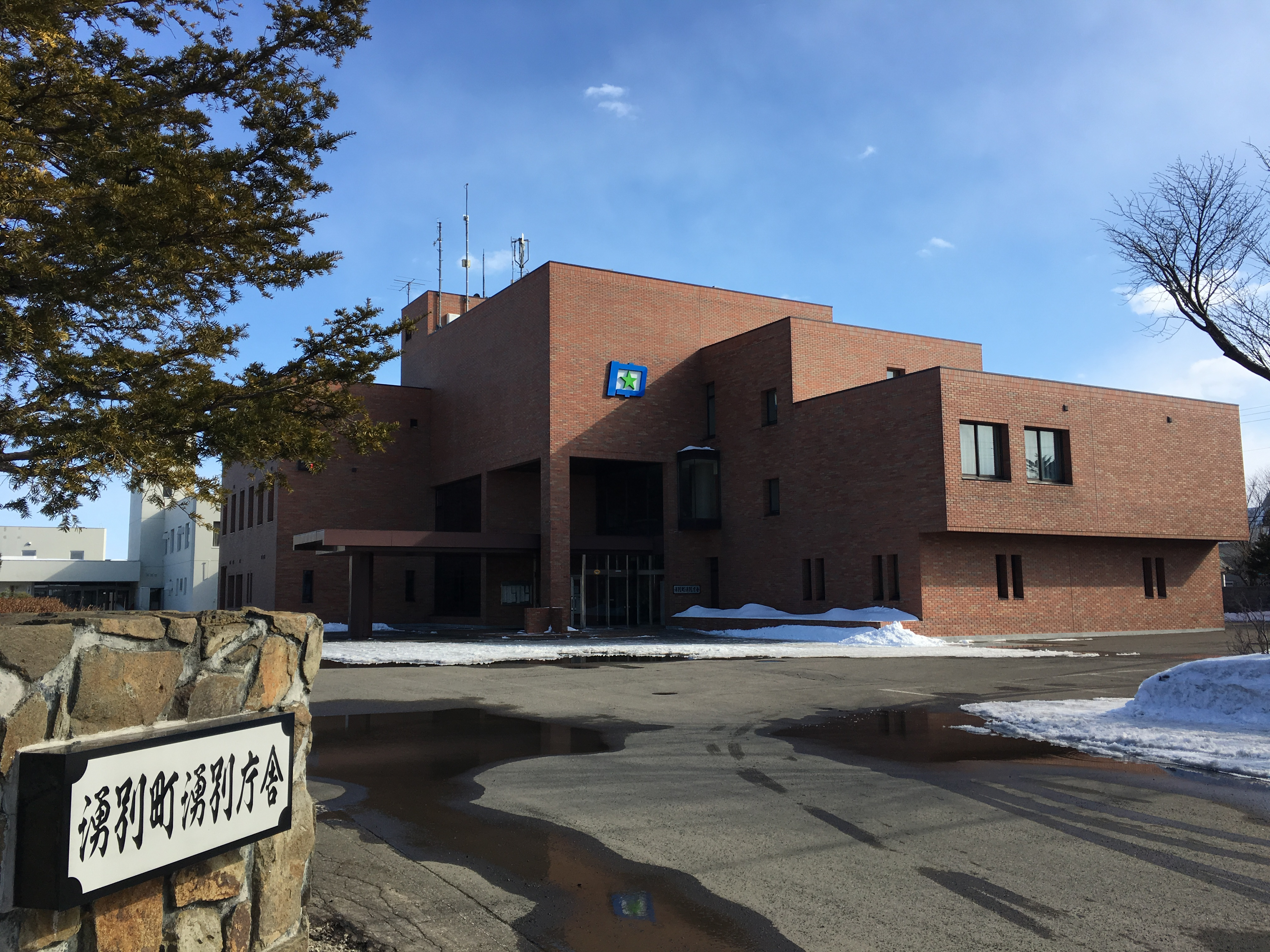
湧別町役場湧別庁舎
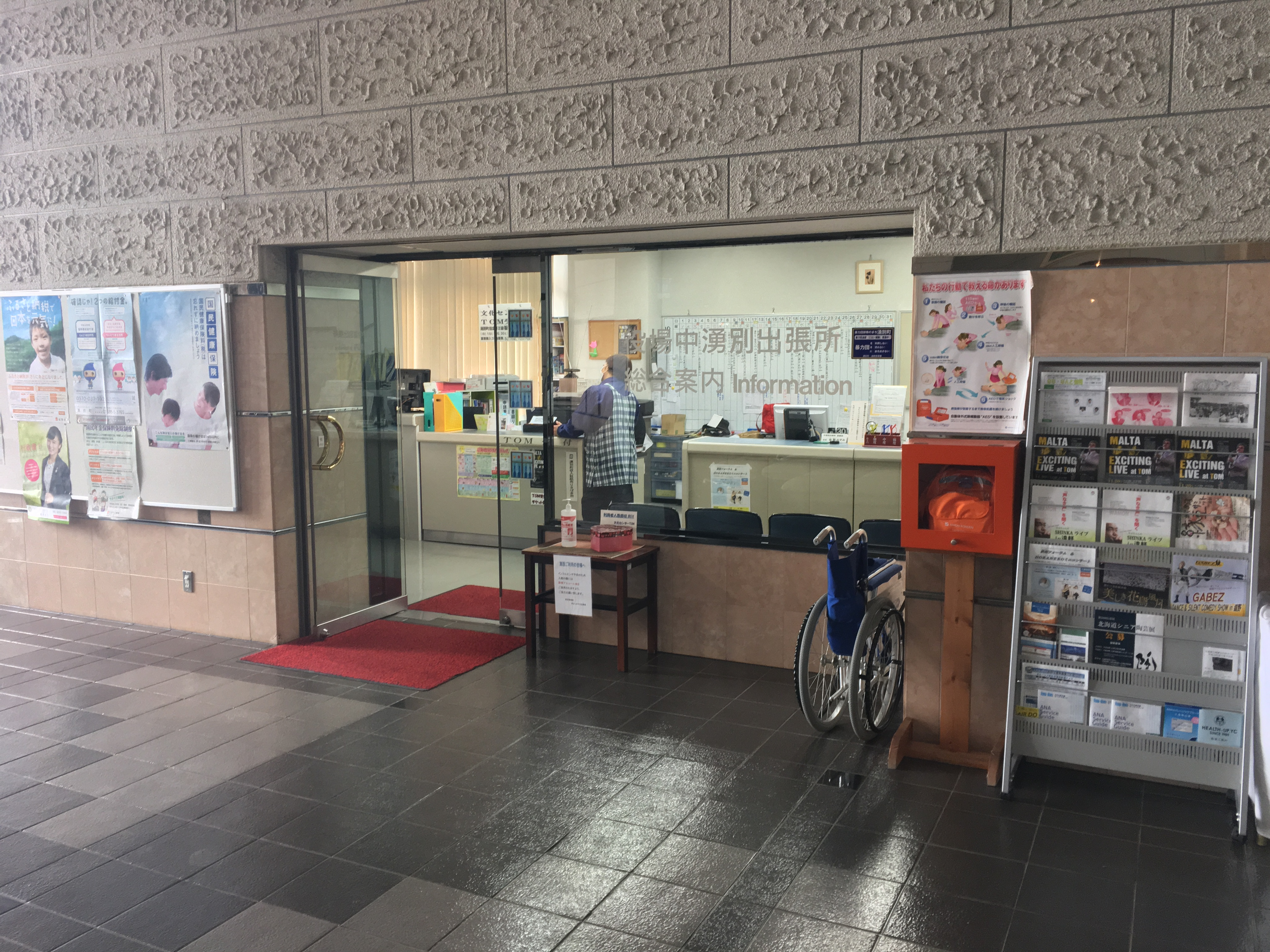
湧別町役場中湧別出張所
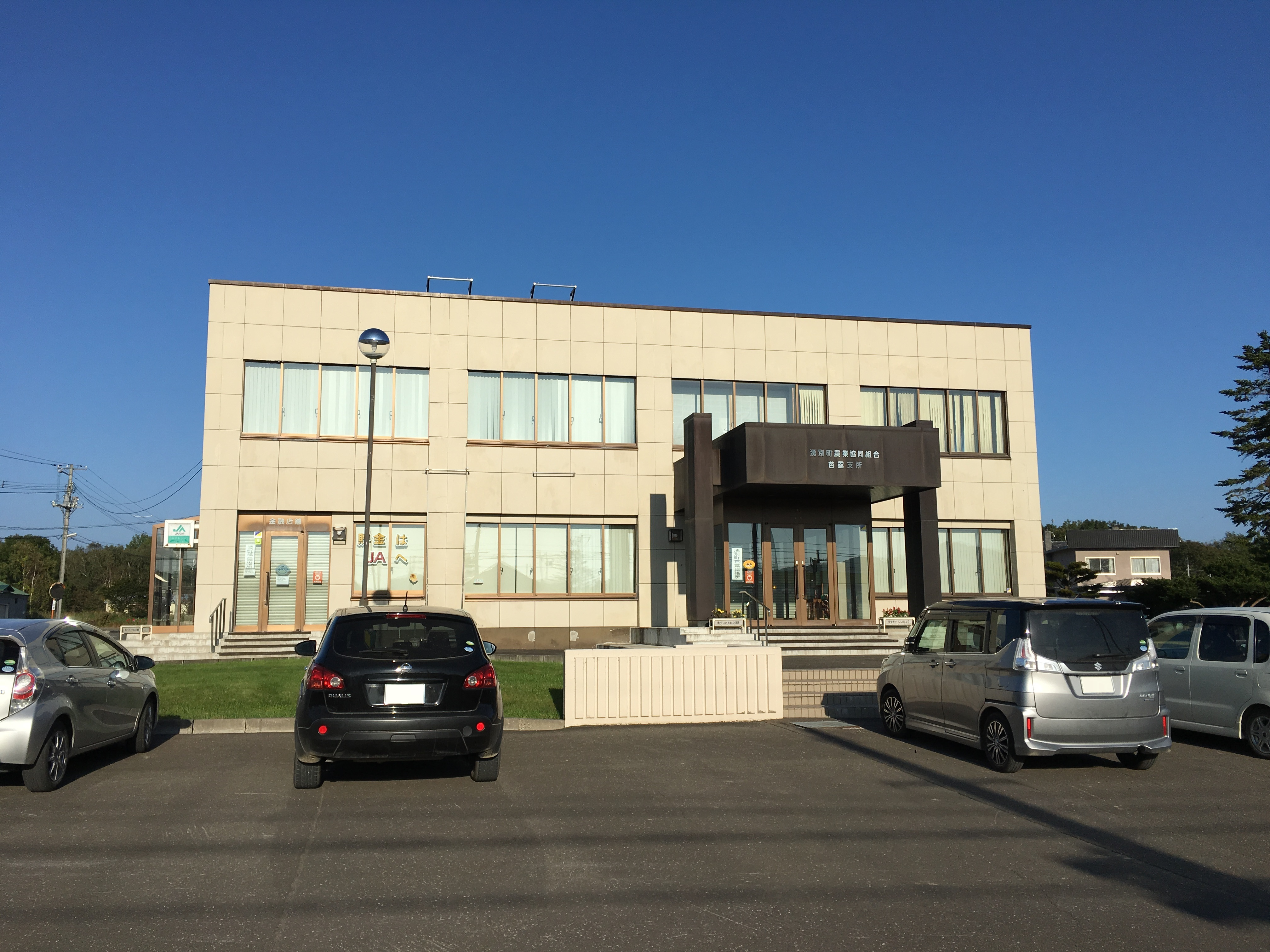
湧別町役場芭露出張所

### 国・道の機関
- 北海道開発局（国土交通省）
  - 網走開発建設部遠軽開発事務所湧別分庁舎
- オホーツク総合振興局（北海道）
  - 網走家畜保健衛生所BSE検査室
  - 産業振興部網走農業改良普及センター遠軽支所湧別分室 - 2015年（平成27年）遠軽支所に統合。

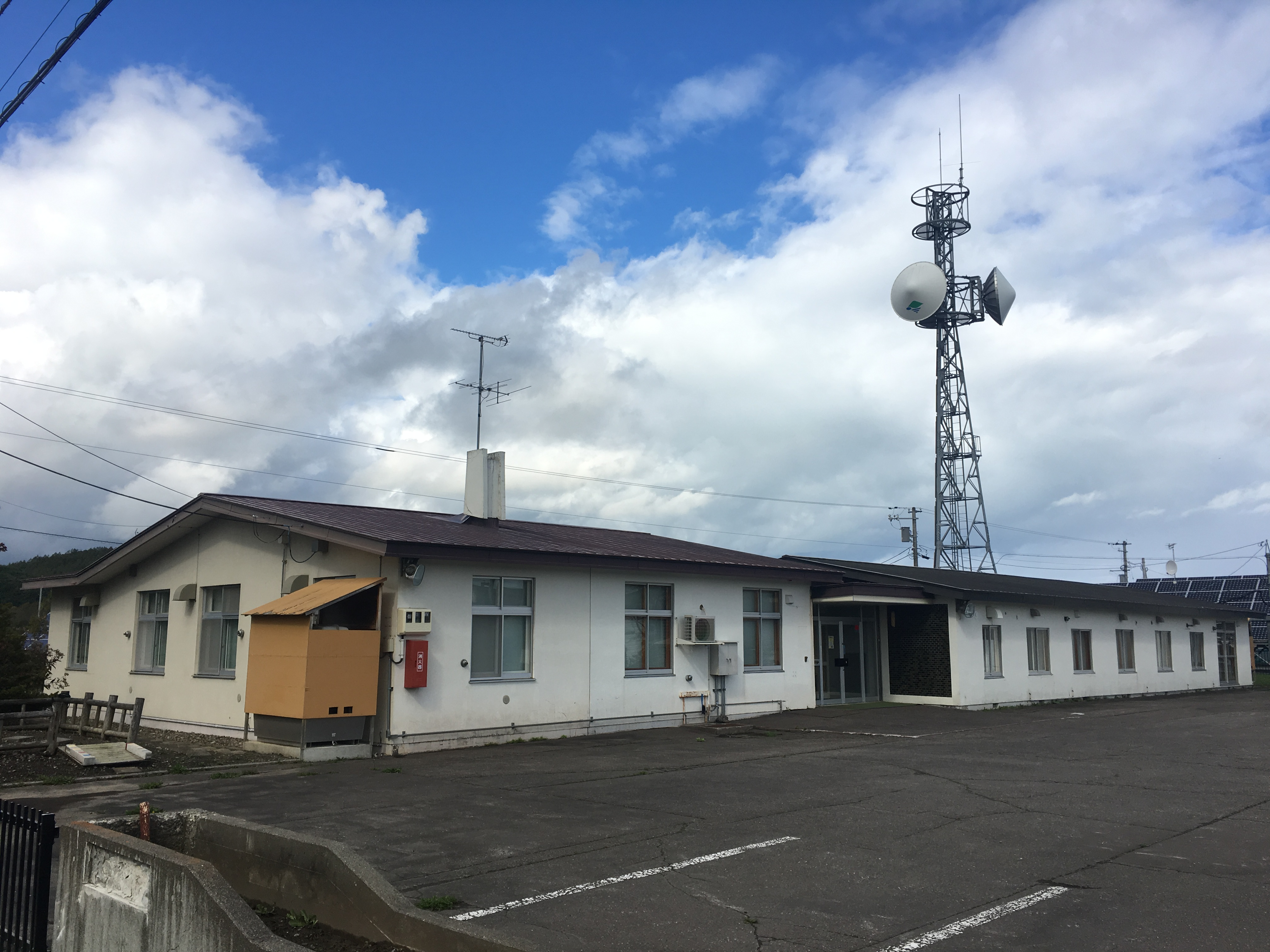
網走開発建設部遠軽開発事務所湧別分庁舎
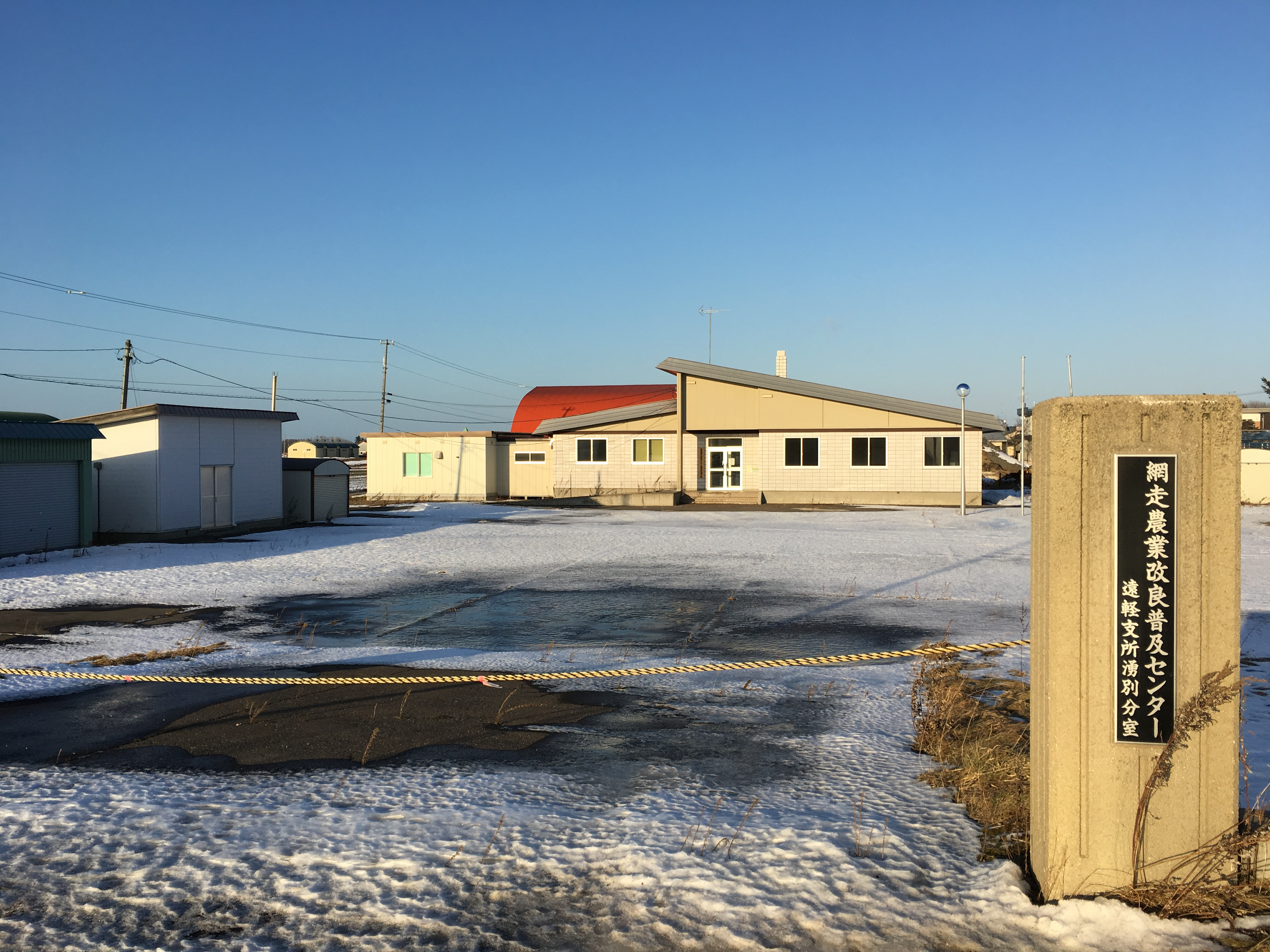
網走農業改良普及センター遠軽支所湧別分室

### 警察

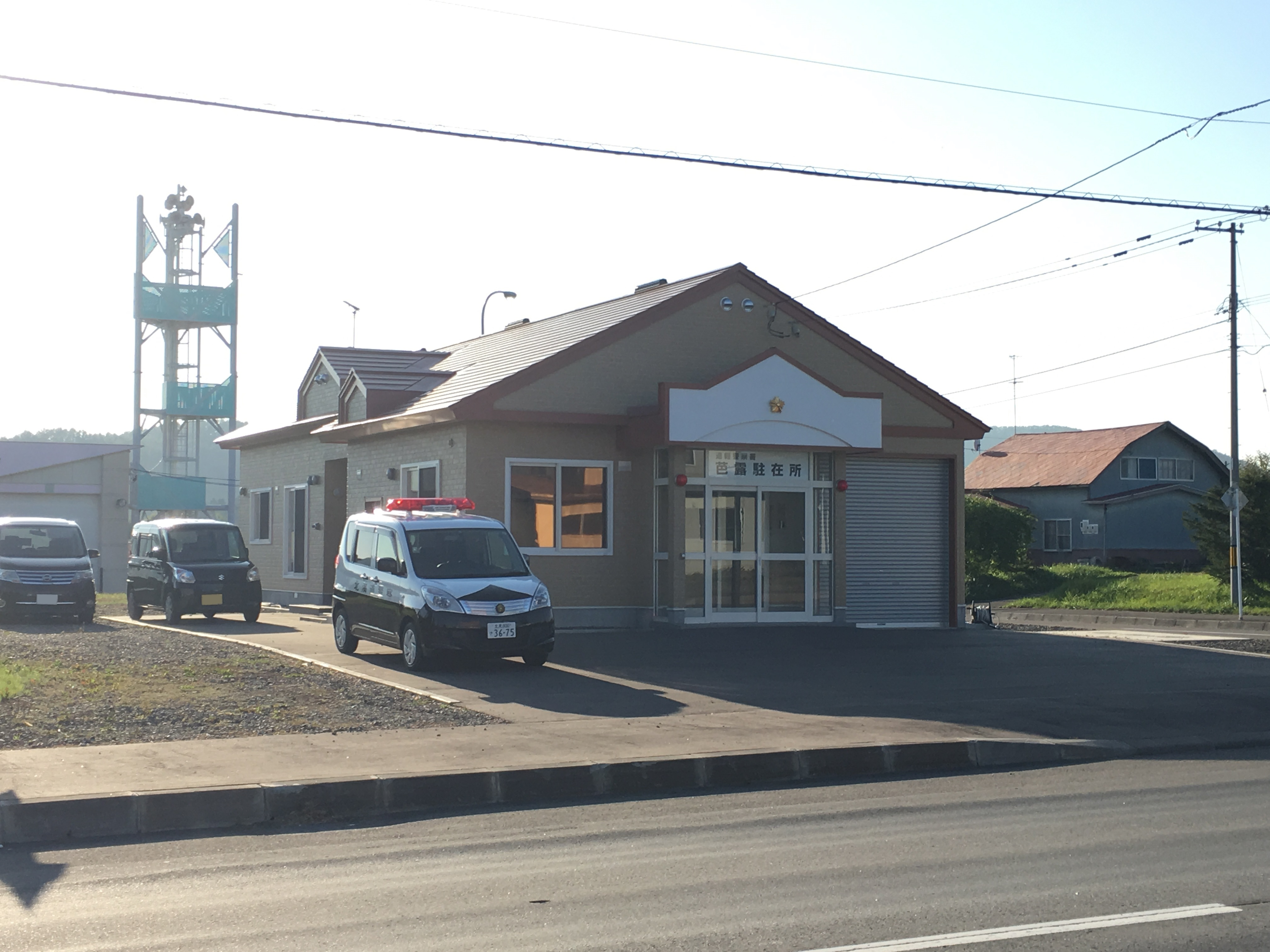
遠軽警察署
  - 湧別駐在所
  - 上湧別駐在所
  - 中湧別駐在所
  - 芭露駐在所

- 遠軽警察署芭露駐在所

### 消防署
- 遠軽地区広域組合消防署
  - 湧別出張所
  - 上湧別出張所

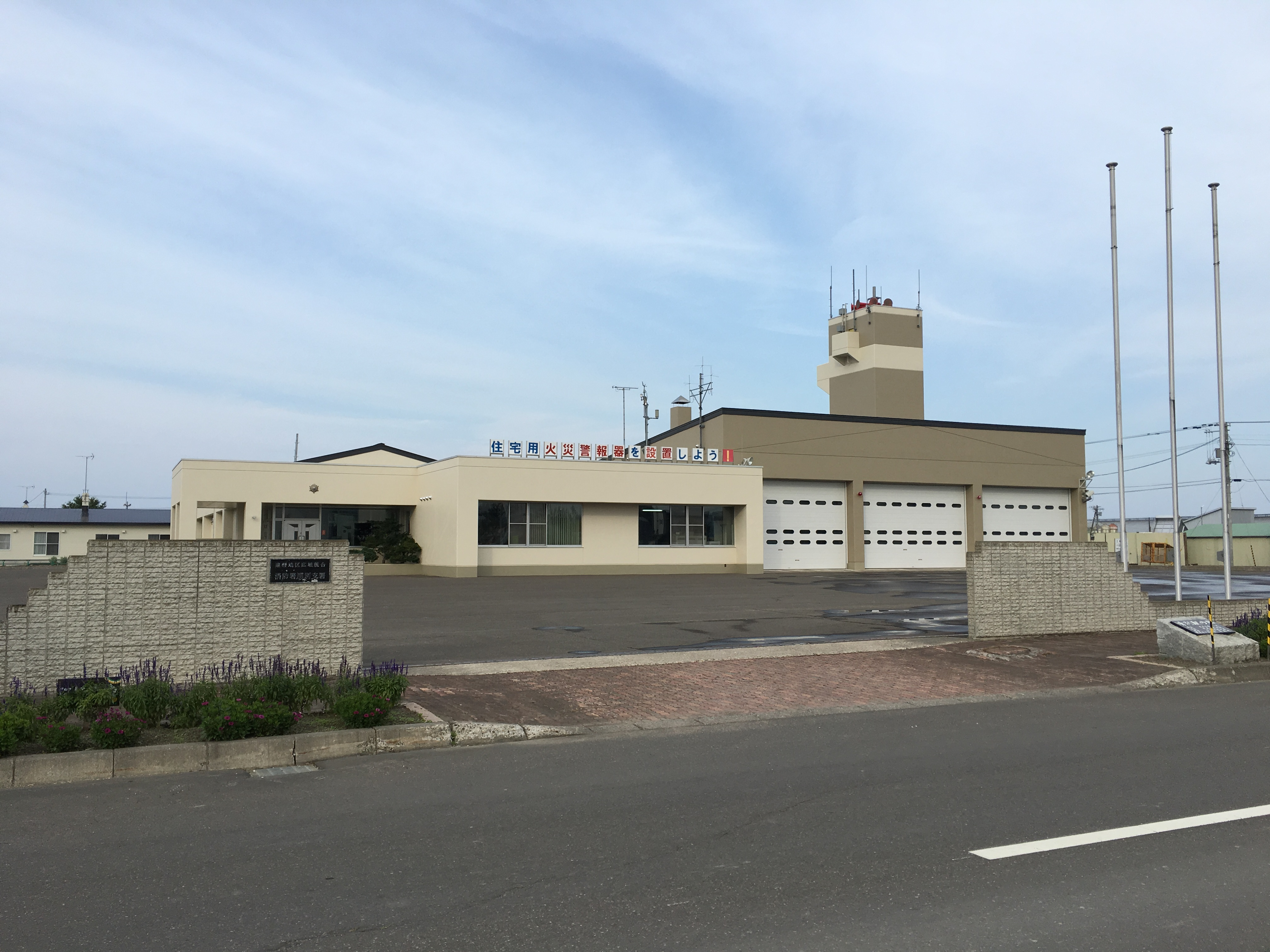
遠軽地区広域組合消防署湧別出張所

### 体育館
- 湧別総合体育館（プール、郷土館、武道館併設）
- 中湧別総合体育館
- 芭露ファミリースポーツセンター

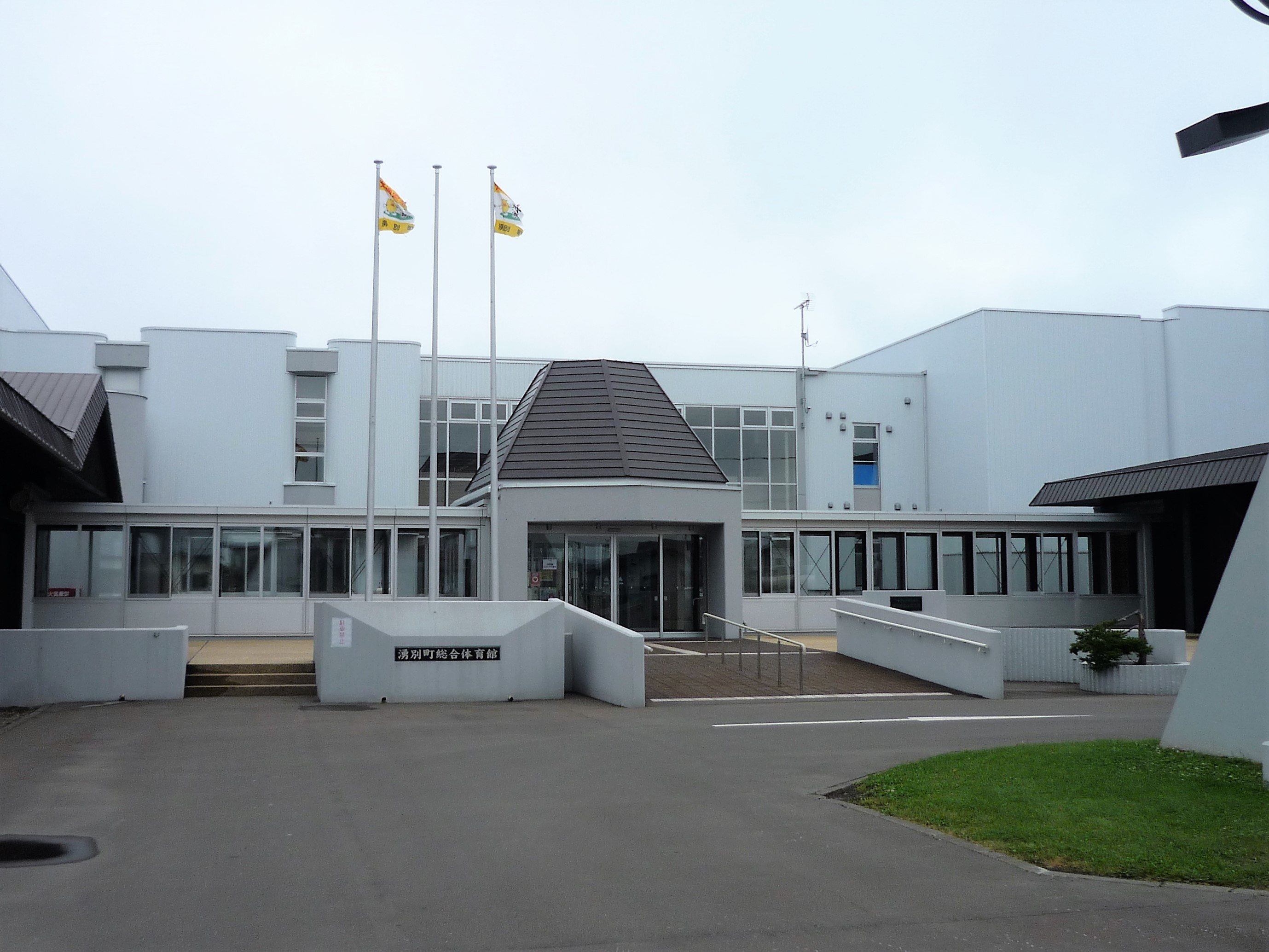
湧別総合体育館

### 図書館
- 湧別図書館
- 中湧別図書館 - 湧別町文化センターTOM内に設置されている。

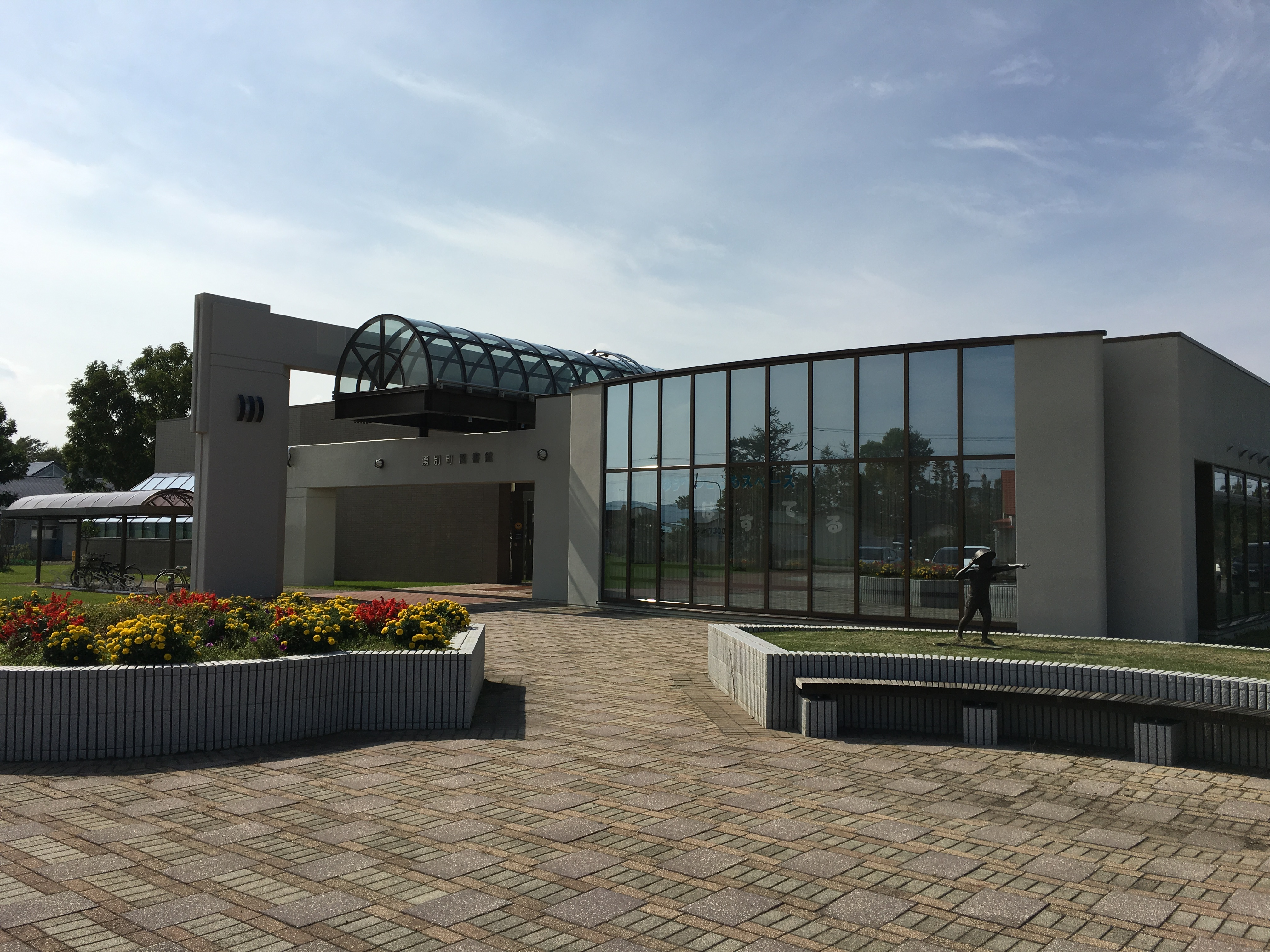
湧別図書館
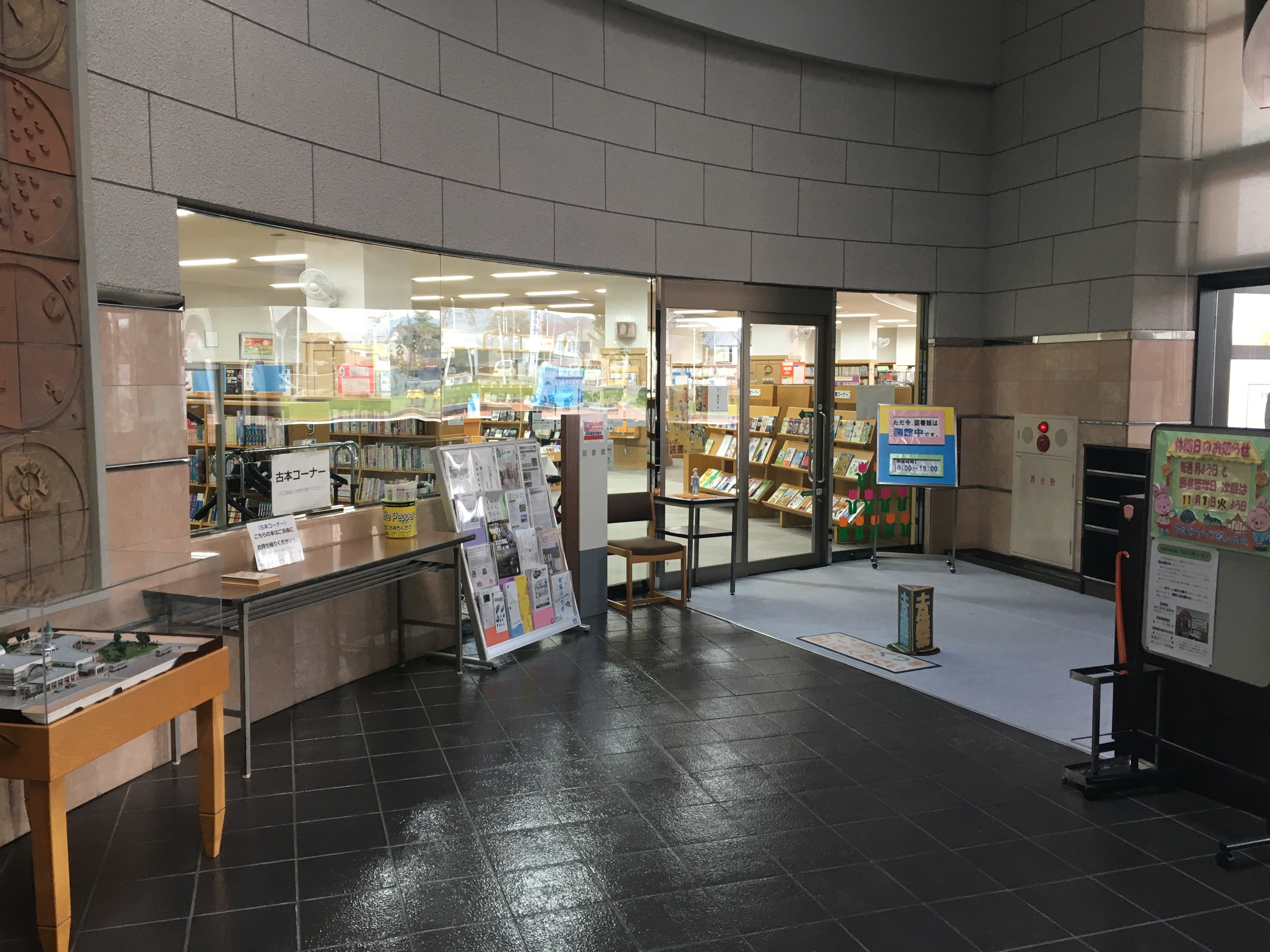
中湧別図書館

### 文化施設・公民館

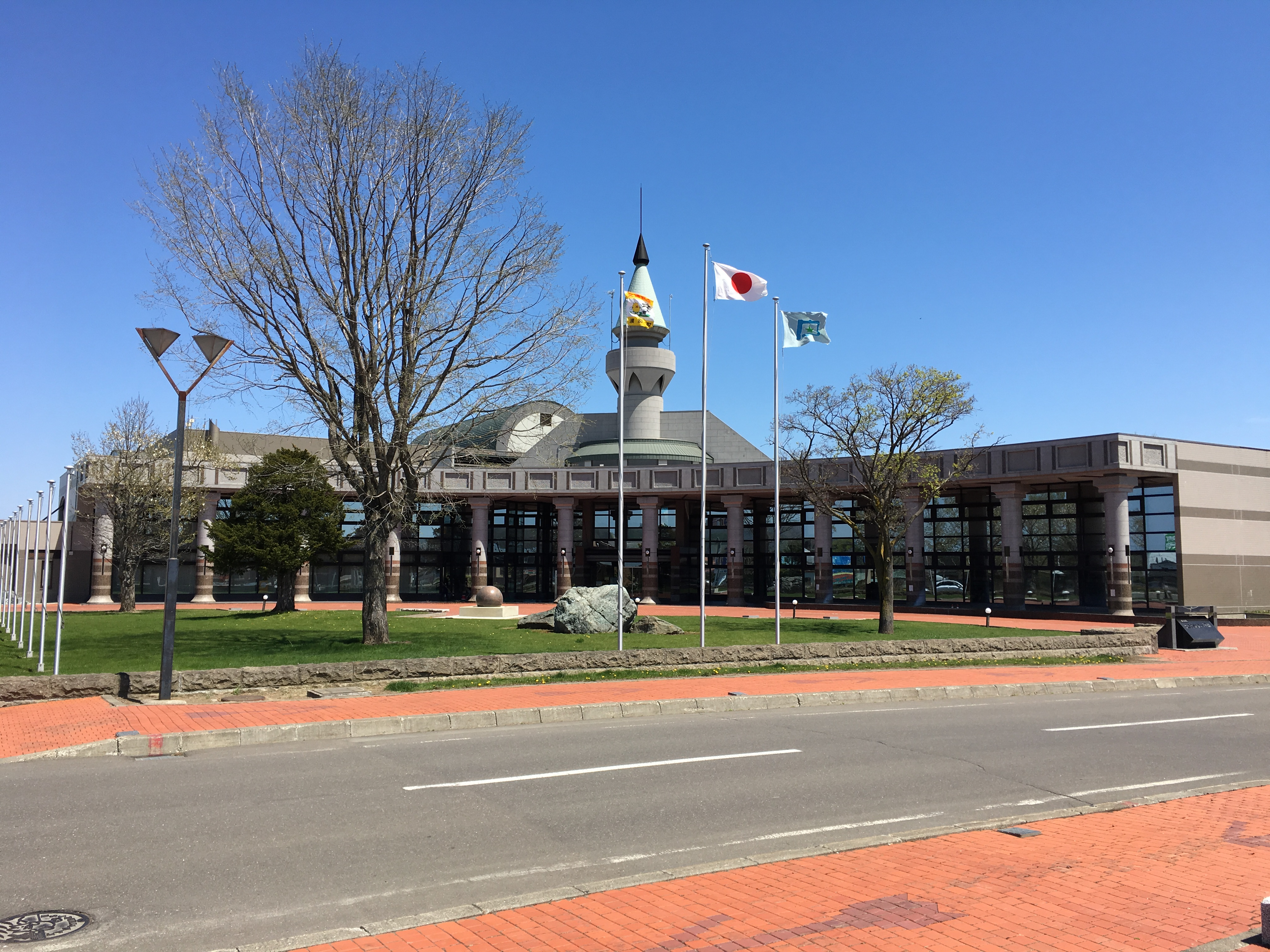
湧別町文化センターTOM
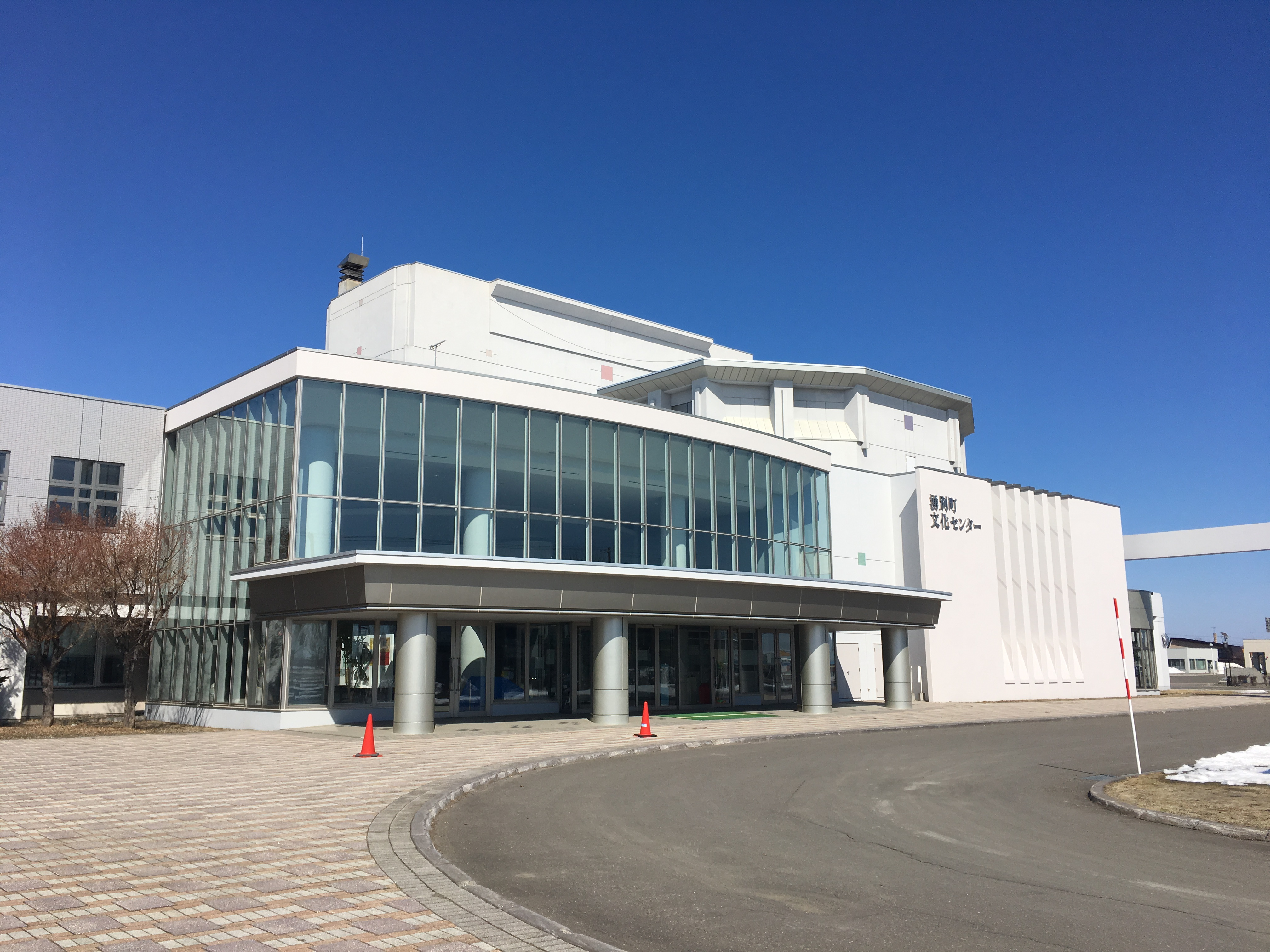
湧別町文化センターさざ波
- 湧別町総合支所宮の森センター

- 湧別町文化センターTOM
- 湧別町文化センターさざ波

## 対外関係

### 姉妹都市･提携都市

#### 海外
- セルウィン（ニュージーランド王国 カンタベリー地方）：旧湧別町
- ホワイトコート（英語版）（カナダ連邦、アルバータ州）：旧上湧別町

#### 国内
- 新篠津村（北海道 石狩振興局 石狩郡）- 2003年（平成15年）9月29日に旧上湧別町と友好提携。

## 地域

### 人口
| |                                        |  |
| 湧別町と全国の年齢別人口分布（2005年） | 湧別町の年齢・男女別人口分布（2005年） |  |
| ■紫色 ― 湧別町 ■緑色 ― 日本全国 | ■青色 ― 男性 ■赤色 ― 女性              |  |
| 湧別町（に相当する地域）の人口の推移 \| 1970年（昭和45年） \| 16,919人 \| \| \| 1975年（昭和50年） \| 15,017人 \| \| \| 1980年（昭和55年） \| 14,326人 \| \| \| 1985年（昭和60年） \| 13,702人 \| \| \| 1990年（平成2年） \| 12,692人 \| \| \| 1995年（平成7年） \| 12,042人 \| \| \| 2000年（平成12年） \| 11,423人 \| \| \| 2005年（平成17年） \| 10,758人 \| \| \| 2010年（平成22年） \| 10,044人 \| \| \| 2015年（平成27年） \| 9,231人 \| \| \| 2020年（令和2年） \| 8,270人 \| \| |                                        |  |
| 総務省統計局 国勢調査より |                                        |  |
| 1970年（昭和45年） | 16,919人                               |  |
| 1975年（昭和50年） | 15,017人                               |  |
| 1980年（昭和55年） | 14,326人                               |  |
| 1985年（昭和60年） | 13,702人                               |  |
| 1990年（平成2年） | 12,692人                               |  |
| 1995年（平成7年） | 12,042人                               |  |
| 2000年（平成12年） | 11,423人                               |  |
| 2005年（平成17年） | 10,758人                               |  |
| 2010年（平成22年） | 10,044人                               |  |
| 2015年（平成27年） | 9,231人                                |  |
| 2020年（令和2年） | 8,270人                                |  |

## 教育

### 高等学校
- 北海道湧別高等学校（道立）

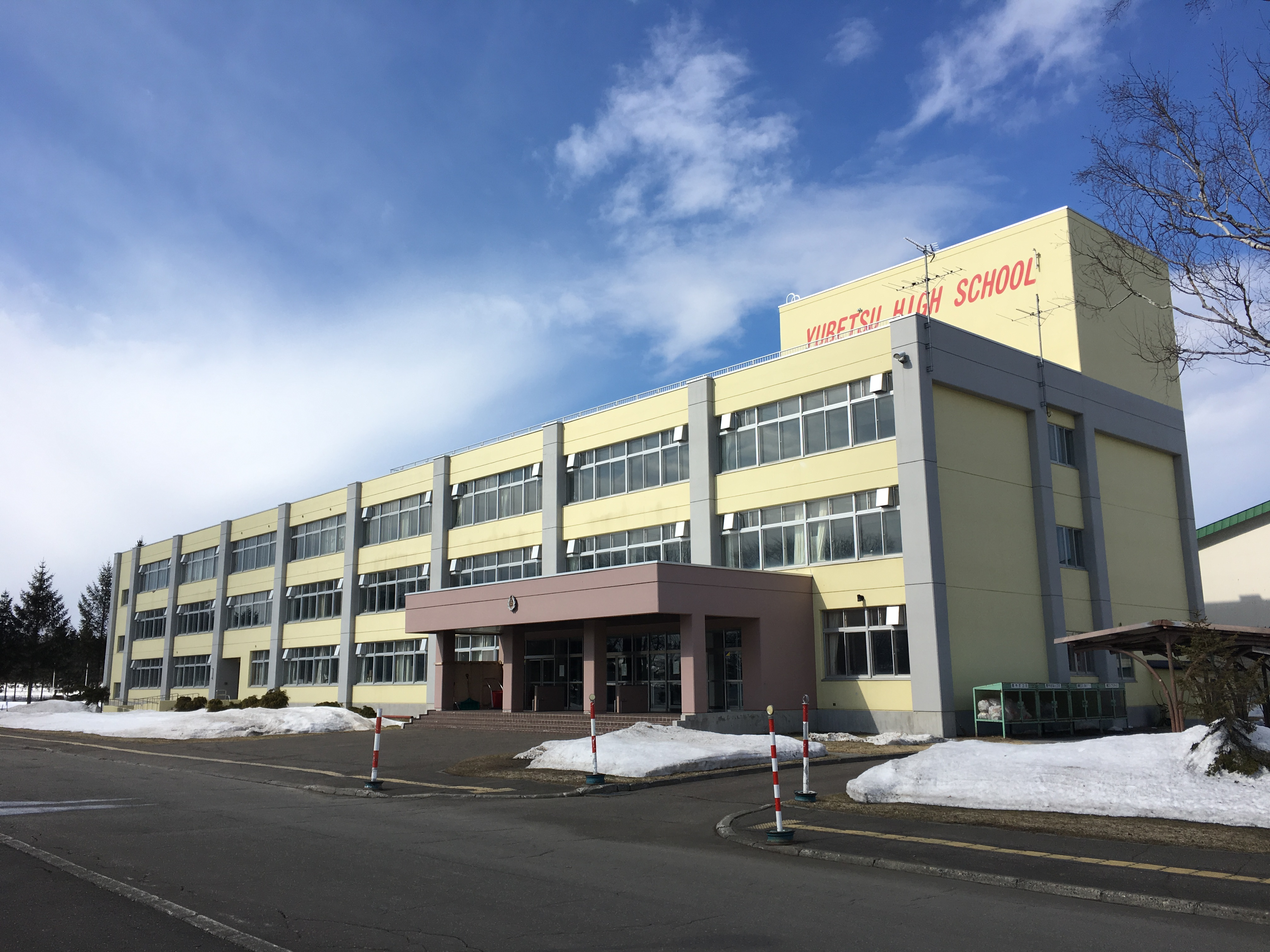
北海道湧別高等学校

### 中学校

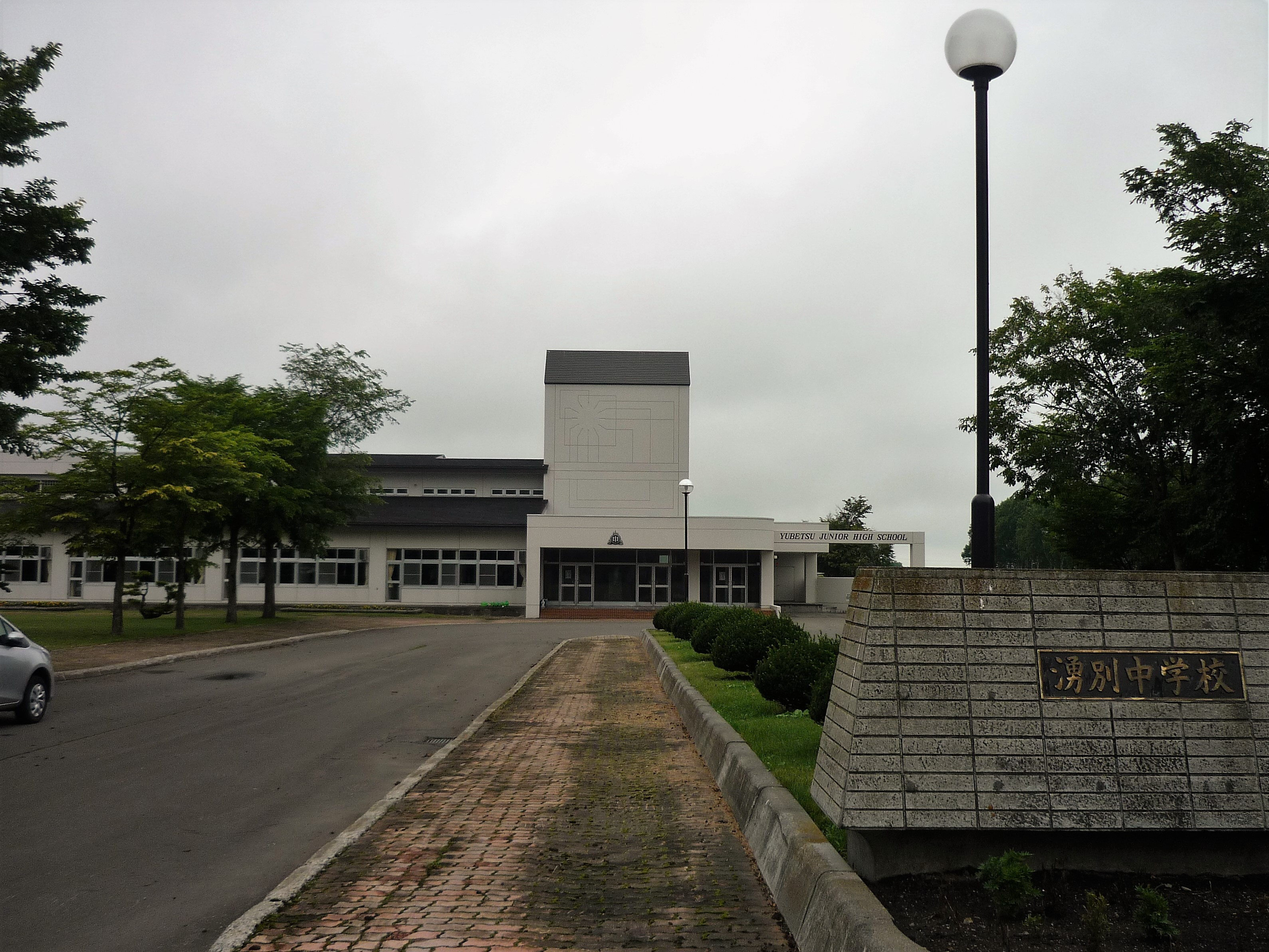
湧別町立湧別中学校
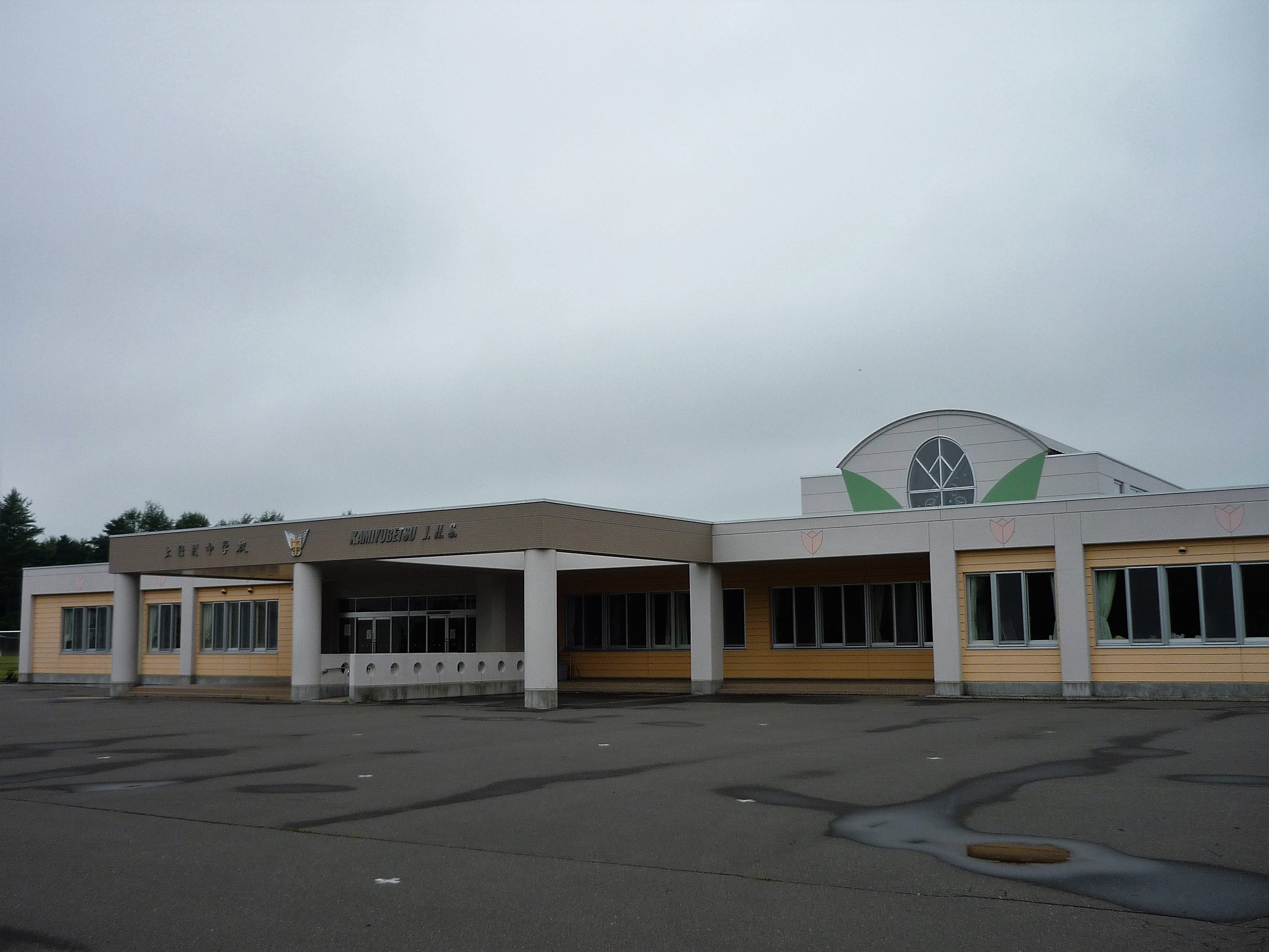
湧別町立上湧別中学校

- 湧別町立湧別中学校
- 湧別町立上湧別中学校

### 小学校

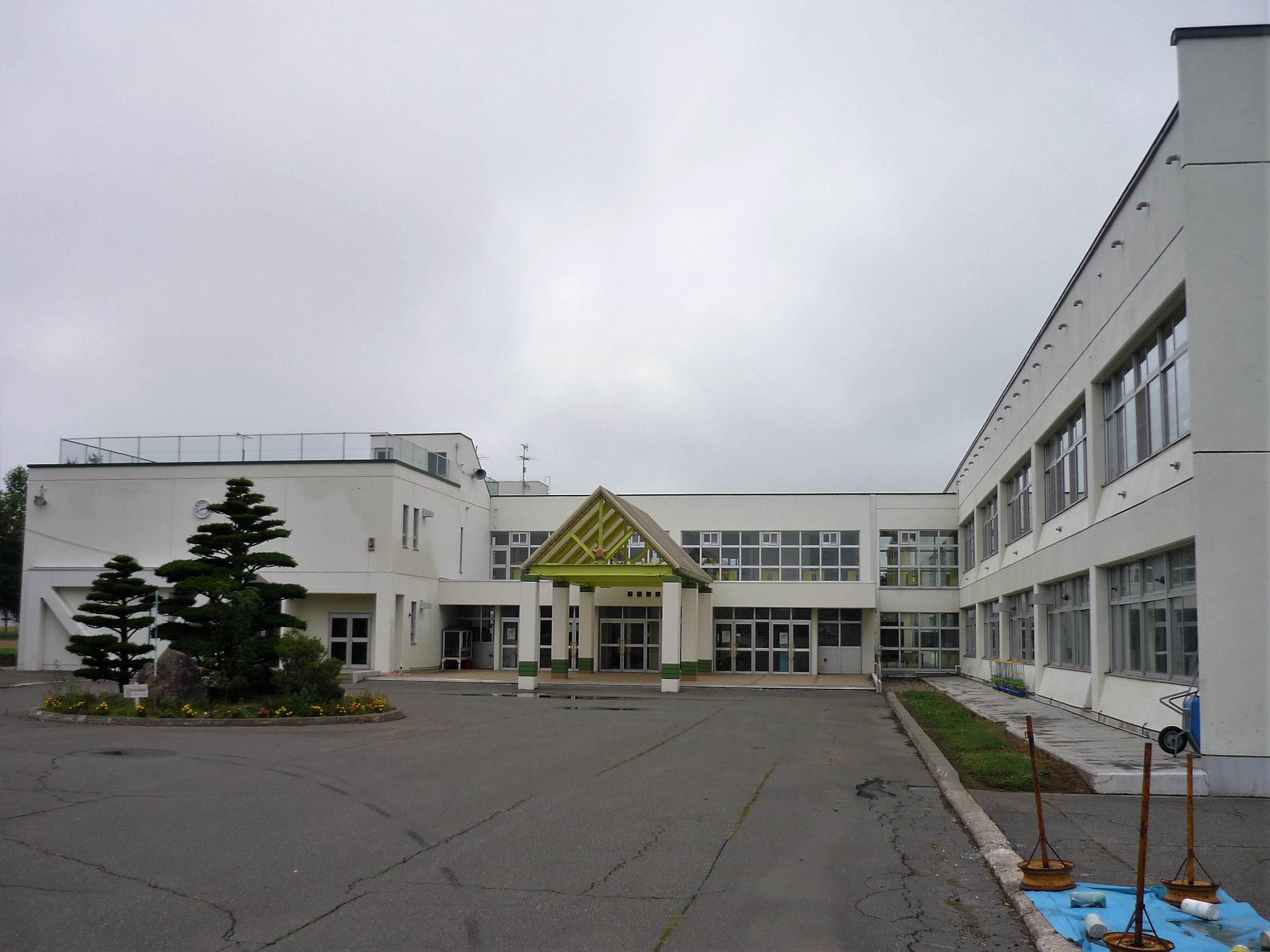
湧別町立湧別小学校
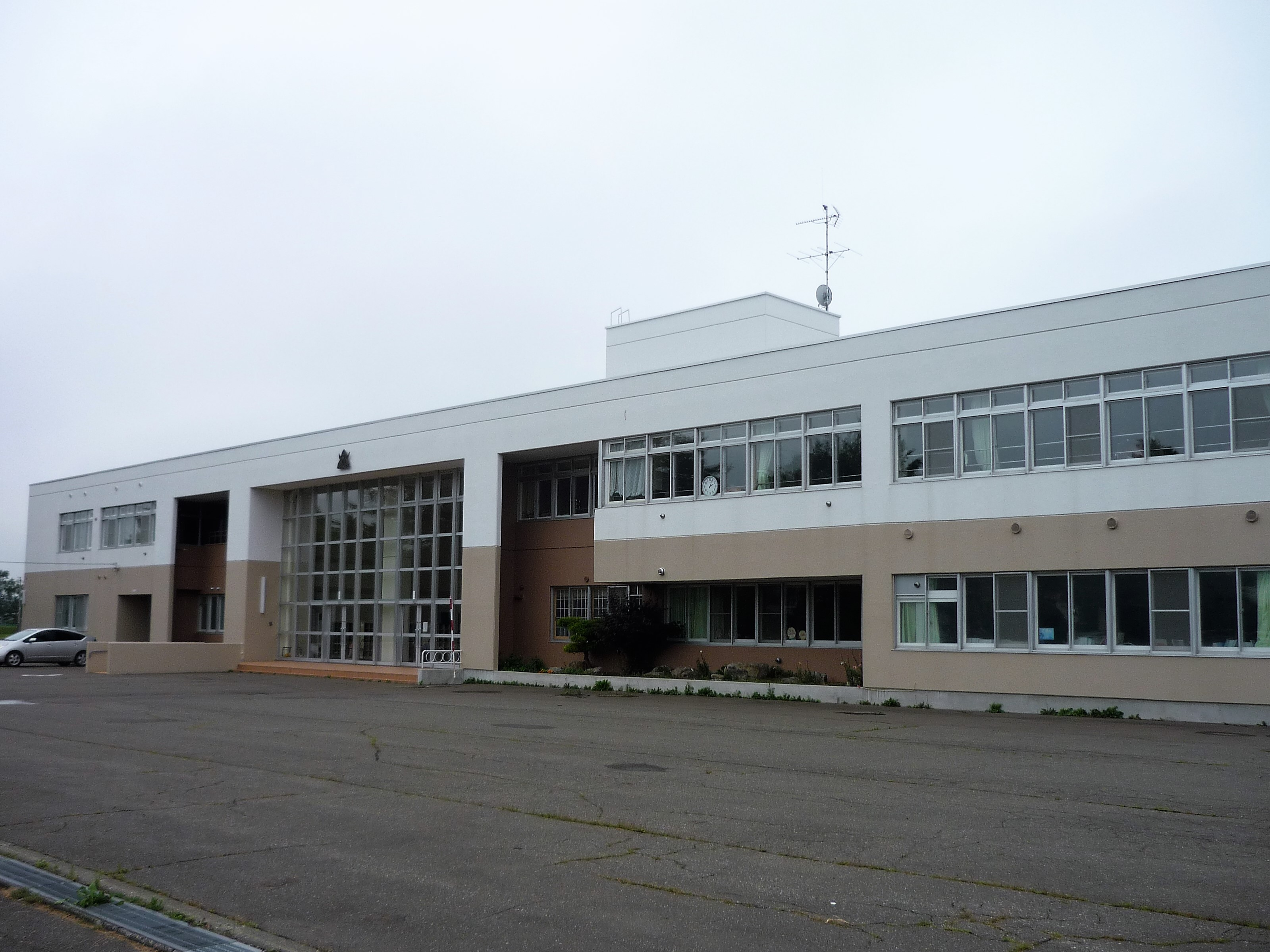
湧別町立中湧別小学校
- 湧別町立上湧別小学校
- 湧別町立開盛小学校
- 湧別町立富美小学校

- 湧別町立湧別小学校
- 湧別町立中湧別小学校

### 義務教育学校
- 湧別町立芭露学園 - 湖陵中学校と芭露小学校を統合し2018年（平成30年）開校[10]

### 幼稚園
- みのり幼稚園

### 学校教育以外の施設

#### 保育所
- 湧別保育所
- 中湧別保育所
- 上湧別保育所
- 開盛保育所
- 芭露保育所

## 名所・旧跡・観光スポット・祭事・催事・特産

### 文化財
- シブノツナイ竪穴住居跡（北海道指定史跡）
- 佐呂間湖畔鶴沼のアッケシソウ群落（北海道指定天然記念物）

### 観光スポット
- 水芭蕉群生地
- サンゴ草群生地

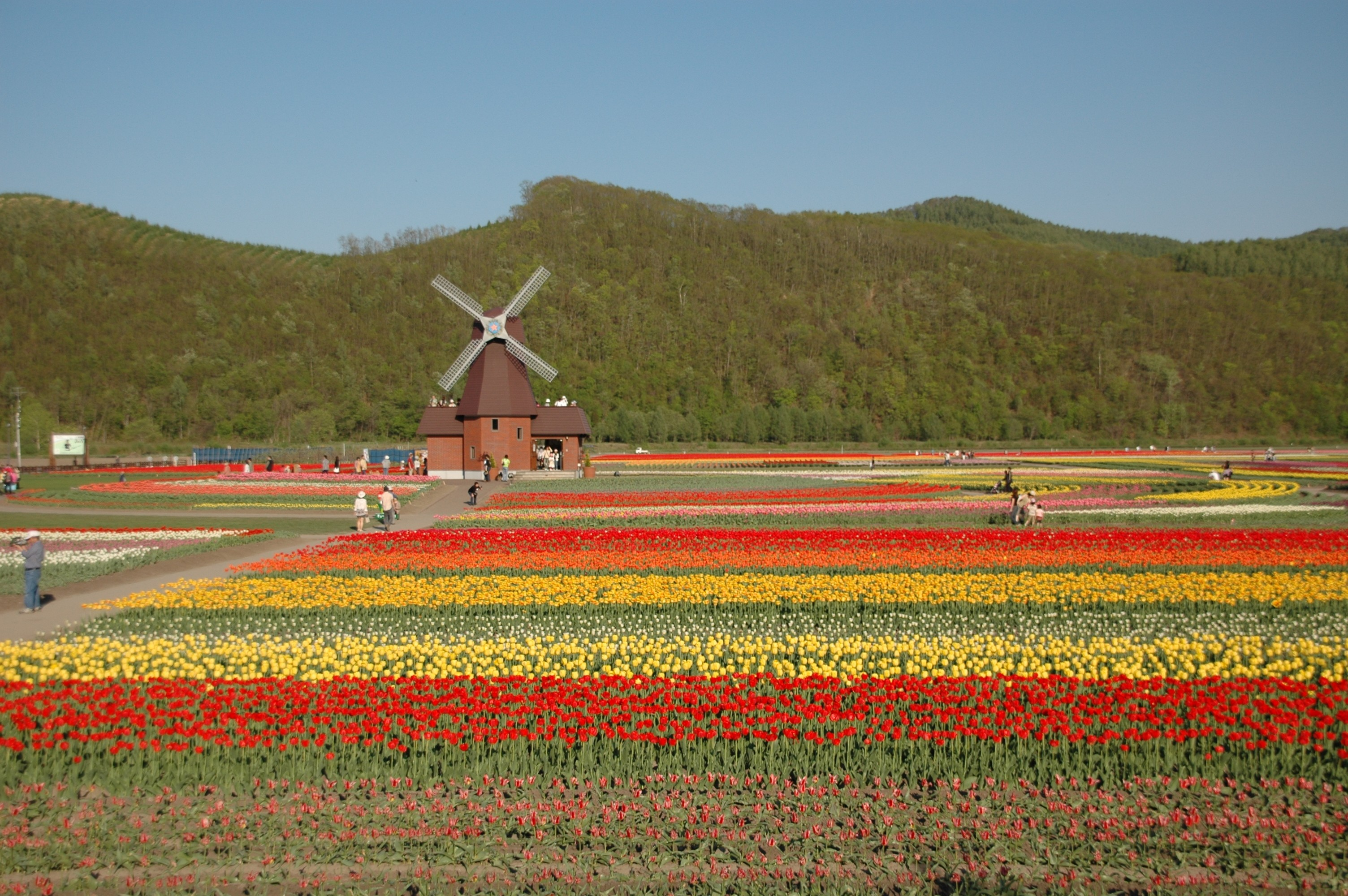
かみゆうべつチューリップフェア（2006年）

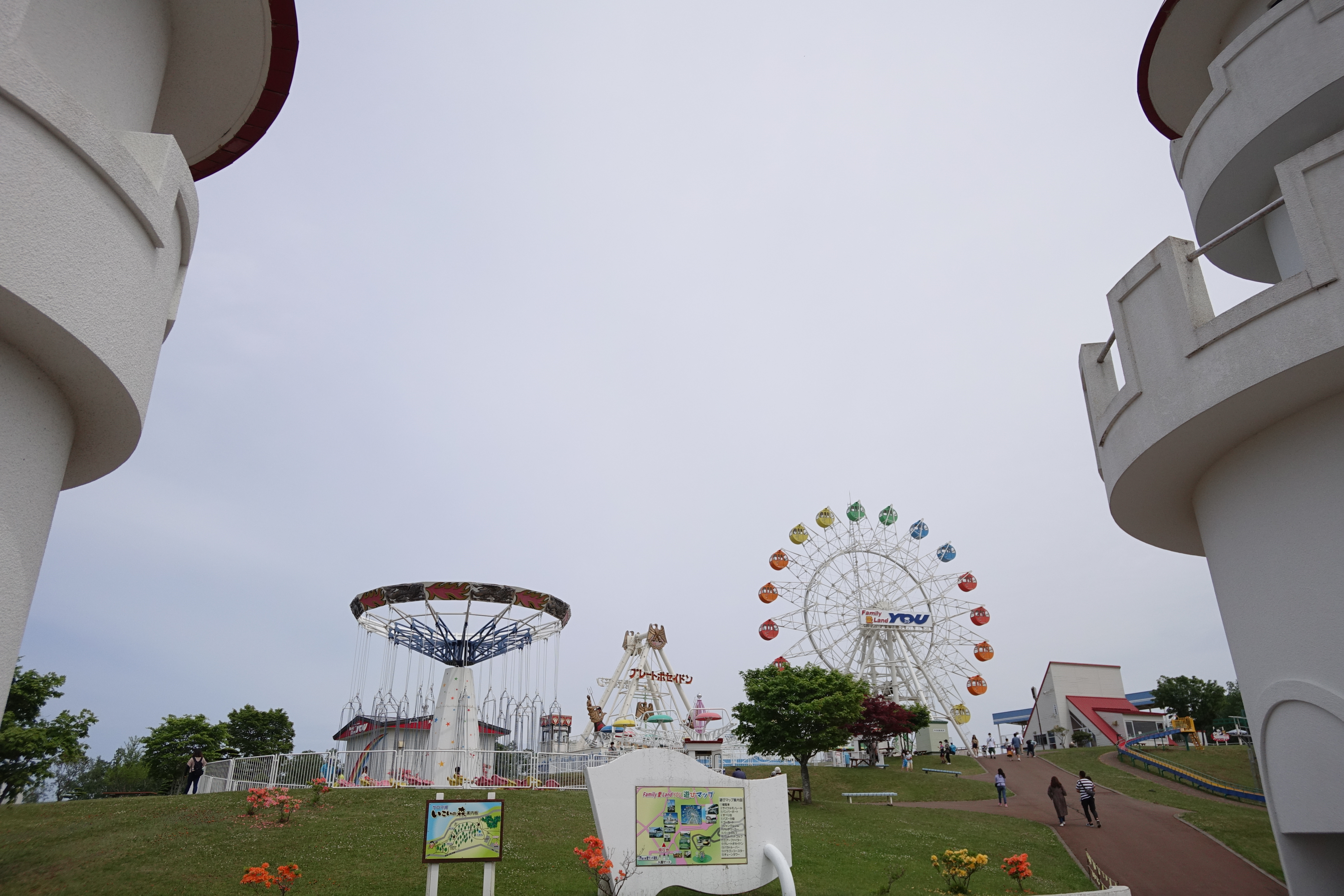
道の駅愛ランド湧別ファミリー愛ランドYOU

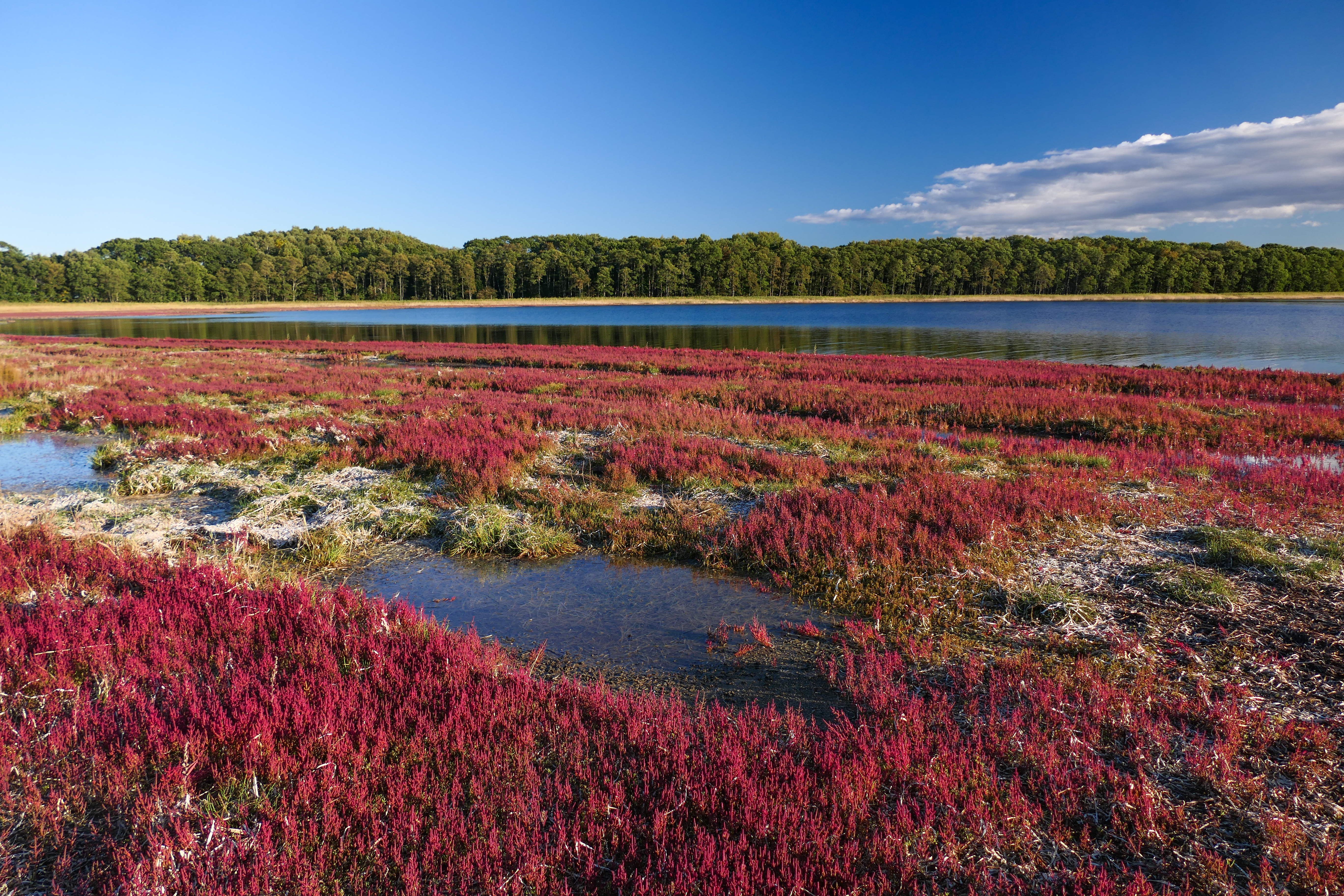
サロマ湖畔（鶴沼）のサンゴ草

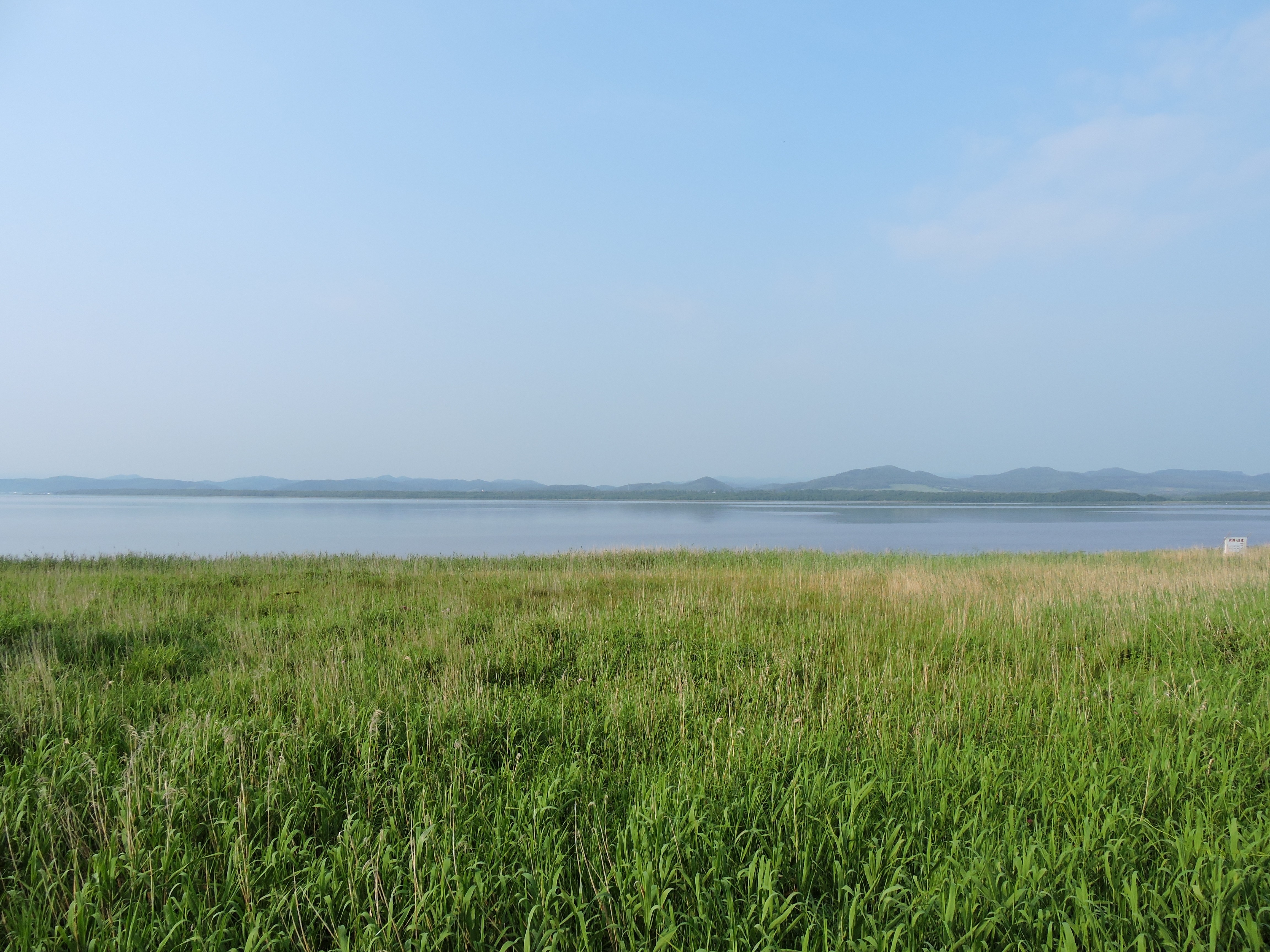
龍宮街道

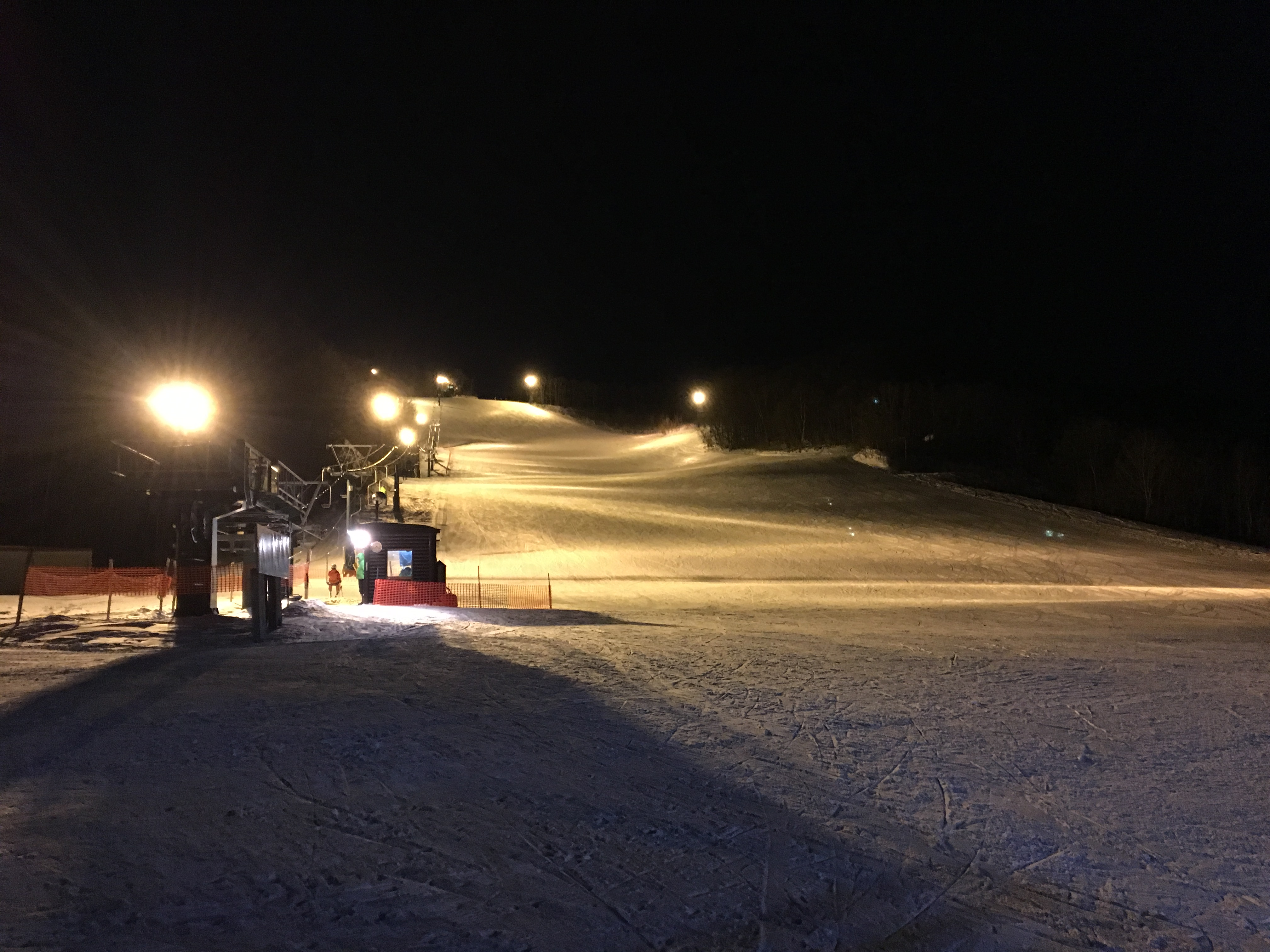
五鹿山スキー場

- シブノツナイ竪穴住居跡（シブノツナイ遺跡）
- 鶴沼原生花園（サンゴ岬）

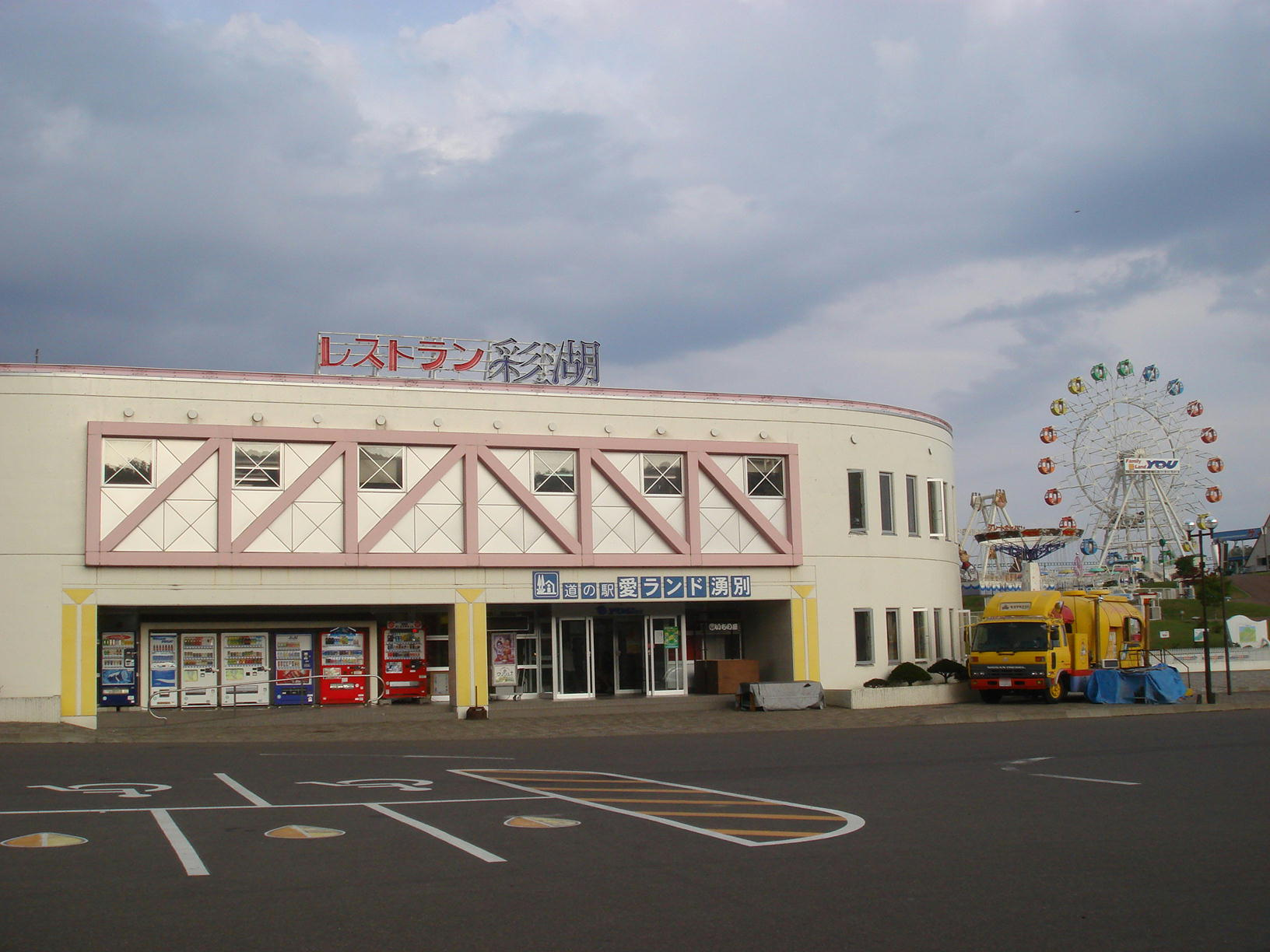
道の駅愛ランド湧別
  - レストラン彩湖
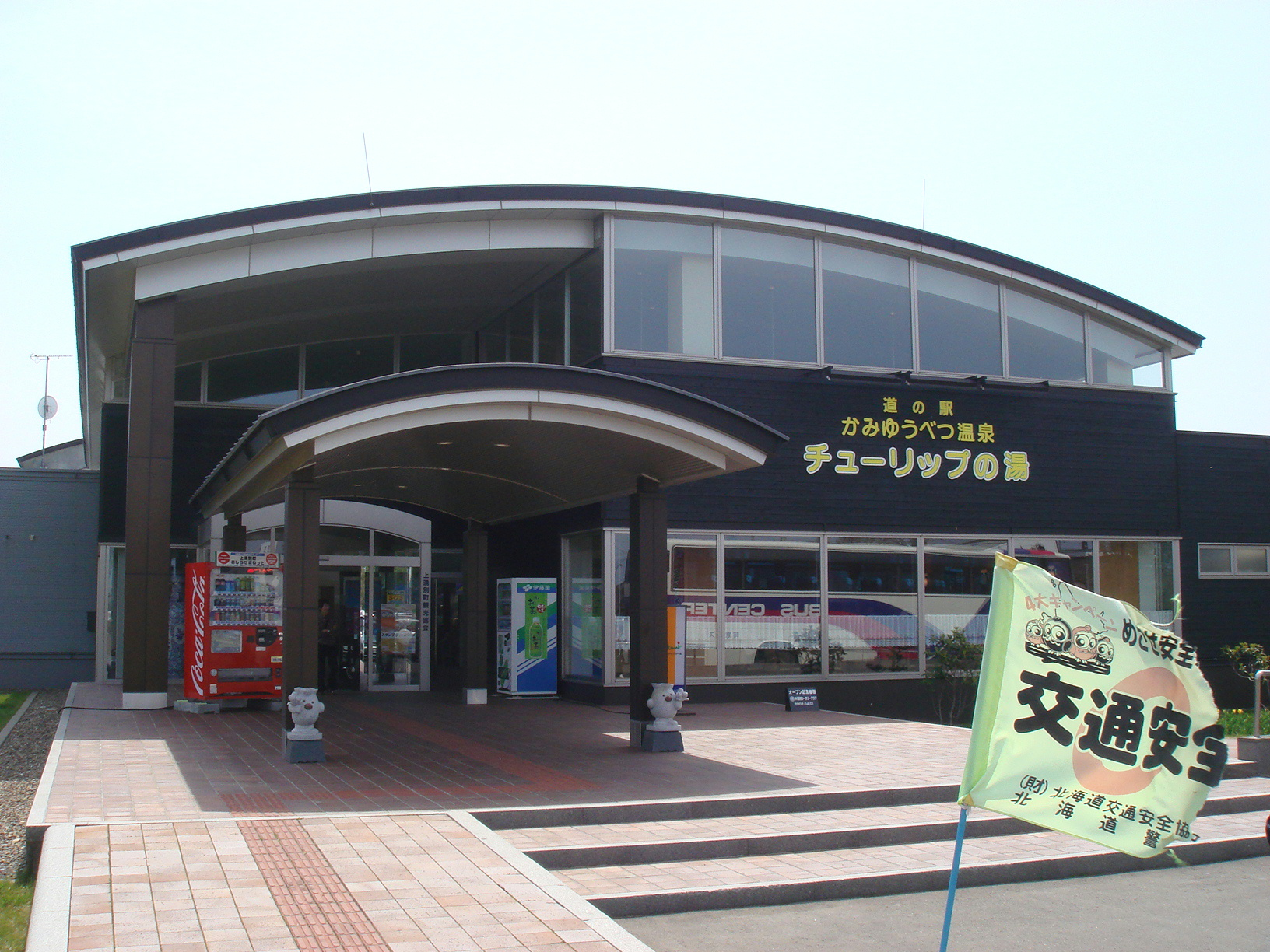
道の駅かみゆうべつ温泉チューリップの湯
  - 食事処ちゅーりっぷ
- かみゆうべつチューリップ公園
  - ふるさと館JRY（屯田歴史博物館）
  - チューリップ館（軽食レストラン、お土産品）
- 上湧別リバーサイドゴルフ場[11]
  - クラブハウス（受付、休憩、シャワー、軽食レストラン）
  - 練習場（ショット練習場（31打席、300ヤード）、練習グリーン1箇所、アプローチ練習場2箇所、ボール自販機）
- 中湧別駅記念館
- 文化センターTOM（漫画美術館、図書館、多目的ホール）
- 文化センターさざ波（図書館、多目的ホール）
- オホーツク湧鮮館（海産物を販売）
- 五鹿山公園
  - 五鹿山公園キャンプ場
  - 五鹿山公園パークゴルフ場
- 五鹿山スキー場
- 龍宮台展望公園（サロマ湖）
  - 流氷・アイスブーム（龍宮台展望台）
  - 龍宮街道
- 御園山公園
- 三里浜キャンプ場
- 円山自然休養林キャンプ場
- サロマ湖いこいの森
- 注連山宝珠寺（北海道三十三観音霊場25番札所）

### アミューズメントパーク
- ファミリー愛ランドYOU

### 宿泊施設等
- レイクパレス（公共の宿）
- しらかば（公共の宿）
- 都ホテル
- 伊勢屋旅館
- 松屋旅館
- 民宿 しばや
- 民宿 浜の家
- 民宿 ふじ乃
- 民宿 みさき三里荘
- 五鹿山公園キャンプ場
- 三里浜キャンプ場
- 円山自然休養林キャンプ場

### 祭事・イベント
- 湧別原野オホーツククロスカントリースキー大会[12]（2月）
- 五鹿山公園まつり（5月）
- かみゆうべつチューリップフェア[13]（5〜6月）
- サロマ湖100キロウルトラマラソン[14]（6月）
- 機雷爆発事故慰霊祭（6月）
- オホーツクサイクリング[15]（7月）
- 屯田・七夕まつり（8月）
- 湧別サロマ湖龍宮えびホタテまつり（8月）
- 湧別町産業まつり（9月）

### 特産品
- 湧秀牛・ゆうべつ牛（湧別町のブランド牛となっている）
- ホタテガイ、カキ
- ホッカイシマエビ
- ケガニ
- サケ、カラフトマス
- トウモロコシ、カボチャ
- アスパラガス、タマネギ、ジャガイモ
- リンゴ（湧別町は日本最北のりんご産地である）
- 乳製品

## 交通

### 空港
- オホーツク紋別空港（紋別市）

### 鉄道
町内を鉄道路線は通っていない。鉄道を利用する場合の最寄り駅は、JR北海道石北本線遠軽駅。

#### 廃止された鉄道
かつては名寄本線、湧網線、湧別軌道が通っていたが、いずれも現在は廃止されている。
かつて存在した駅は次の通り。
- 名寄本線
旭駅 - 川西駅 - 中湧別駅 - 北湧駅  - 厚生病院前仮乗降場 - 上湧別駅 - 共進駅 - 開盛駅
- 名寄本線（支線）
中湧別駅 - 四号線駅 - 湧別駅

- 湧網線
中湧別駅 - 五鹿山仮乗降場 - 福島仮乗降場 - 芭露駅 - 志撫子仮乗降場 - 計呂地駅（現・計呂地交通公園）

- 湧別軌道
下湧別駅 - 丁寧駅

### バス
湧網線代替バスで網走バスが乗り入れていたが、現在は路線廃止されている。名寄本線代替バスで名士バスも乗り入れていたが、路線短縮により現在は2社のみ乗り入れる。
- 北海道北見バス・北紋バス（名寄本線代替バス）
- 湧別町営バス

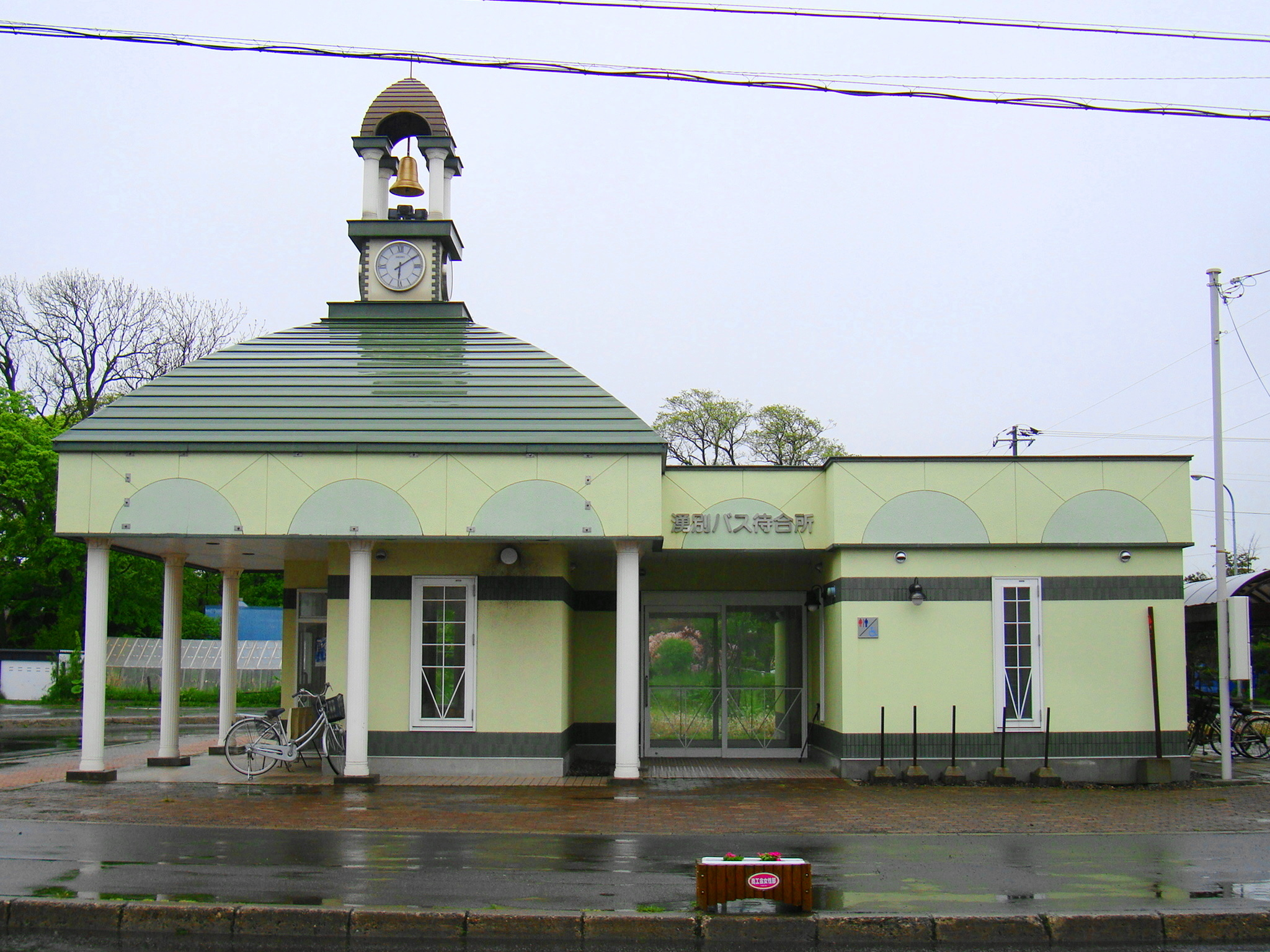
湧別バス停留所
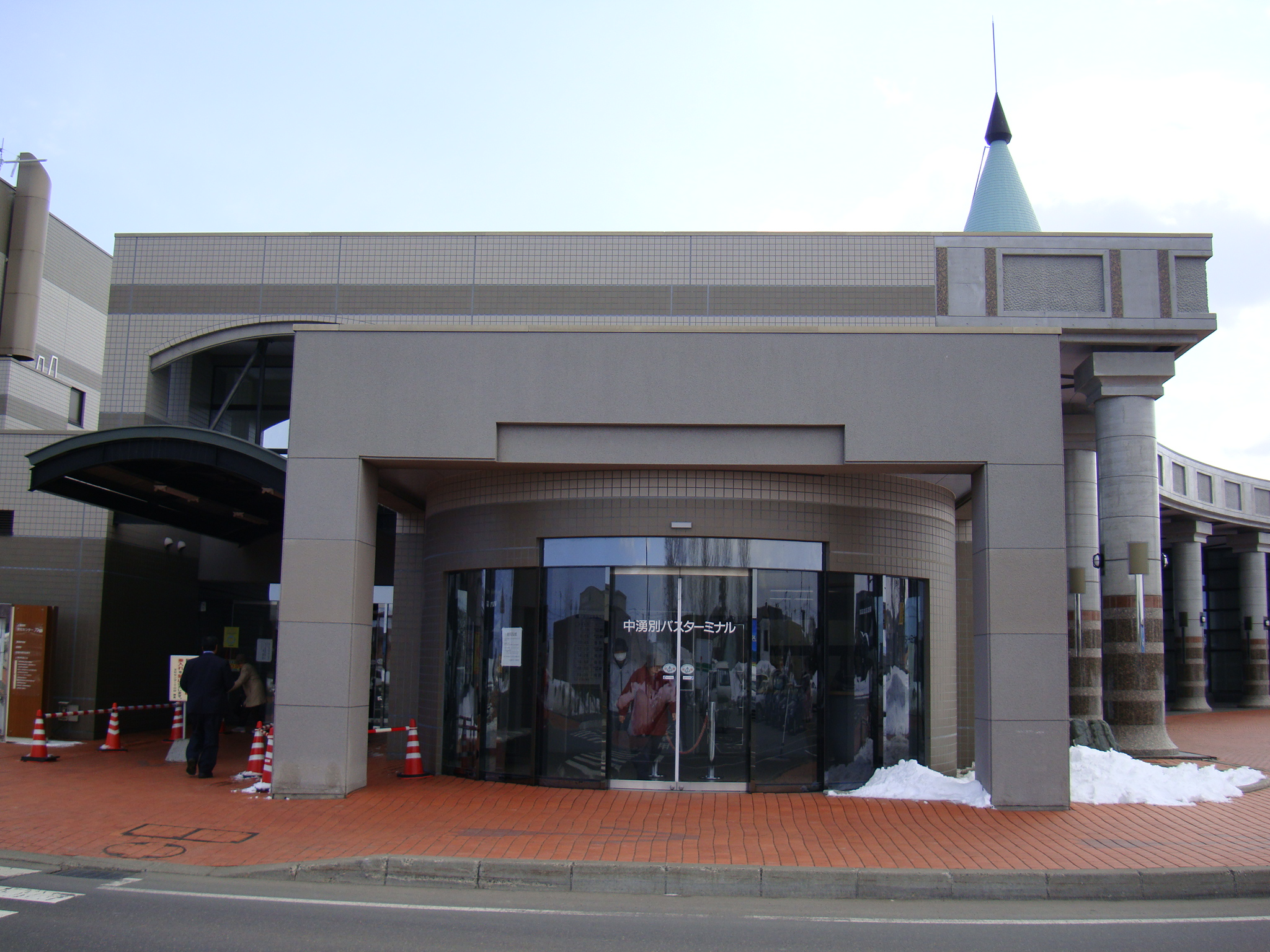
中湧別バスターミナル

### タクシー
主なタクシー会社
- 湧別ハイヤー
- 中湧別ハイヤー

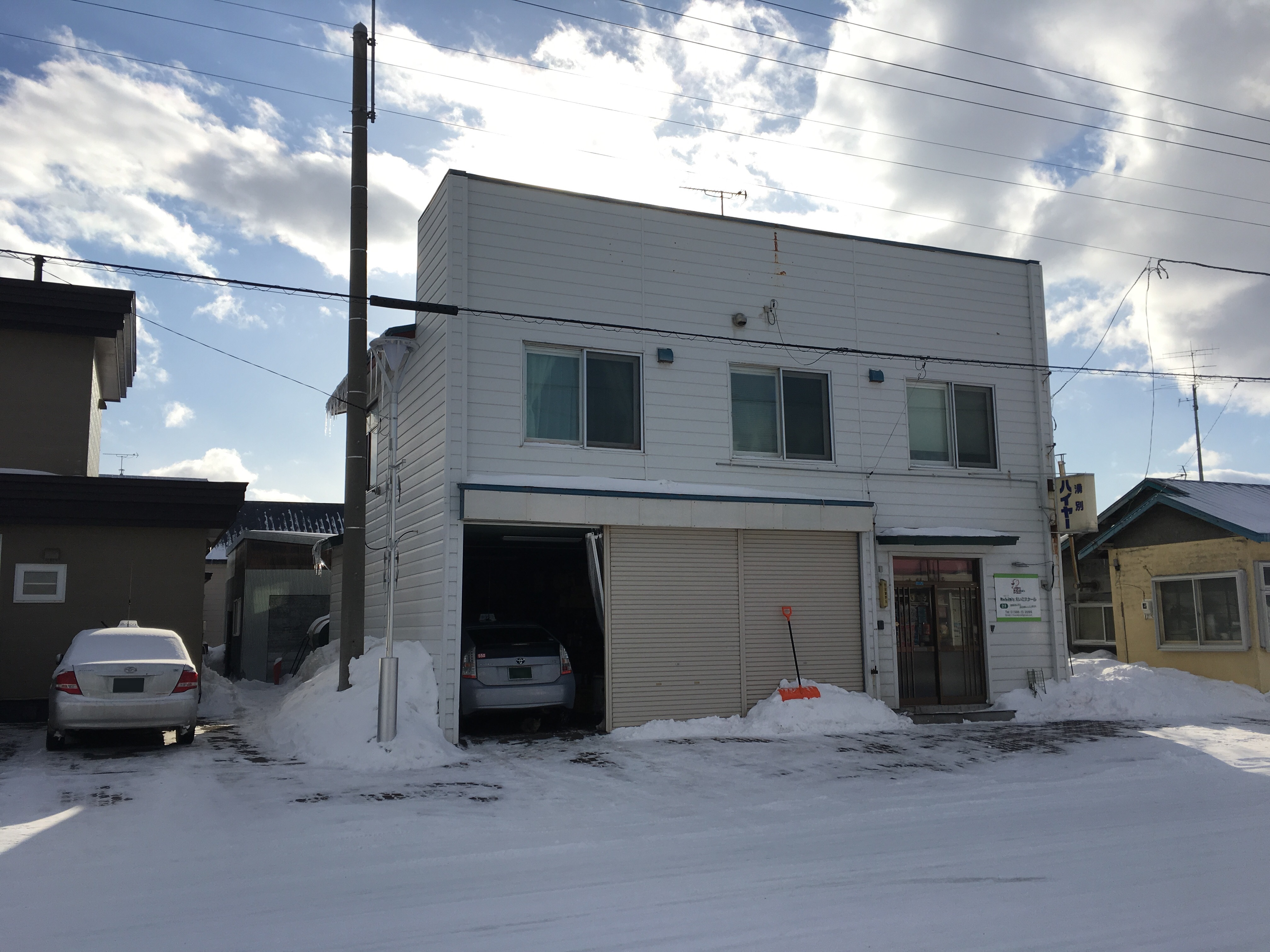
湧別ハイヤー本社
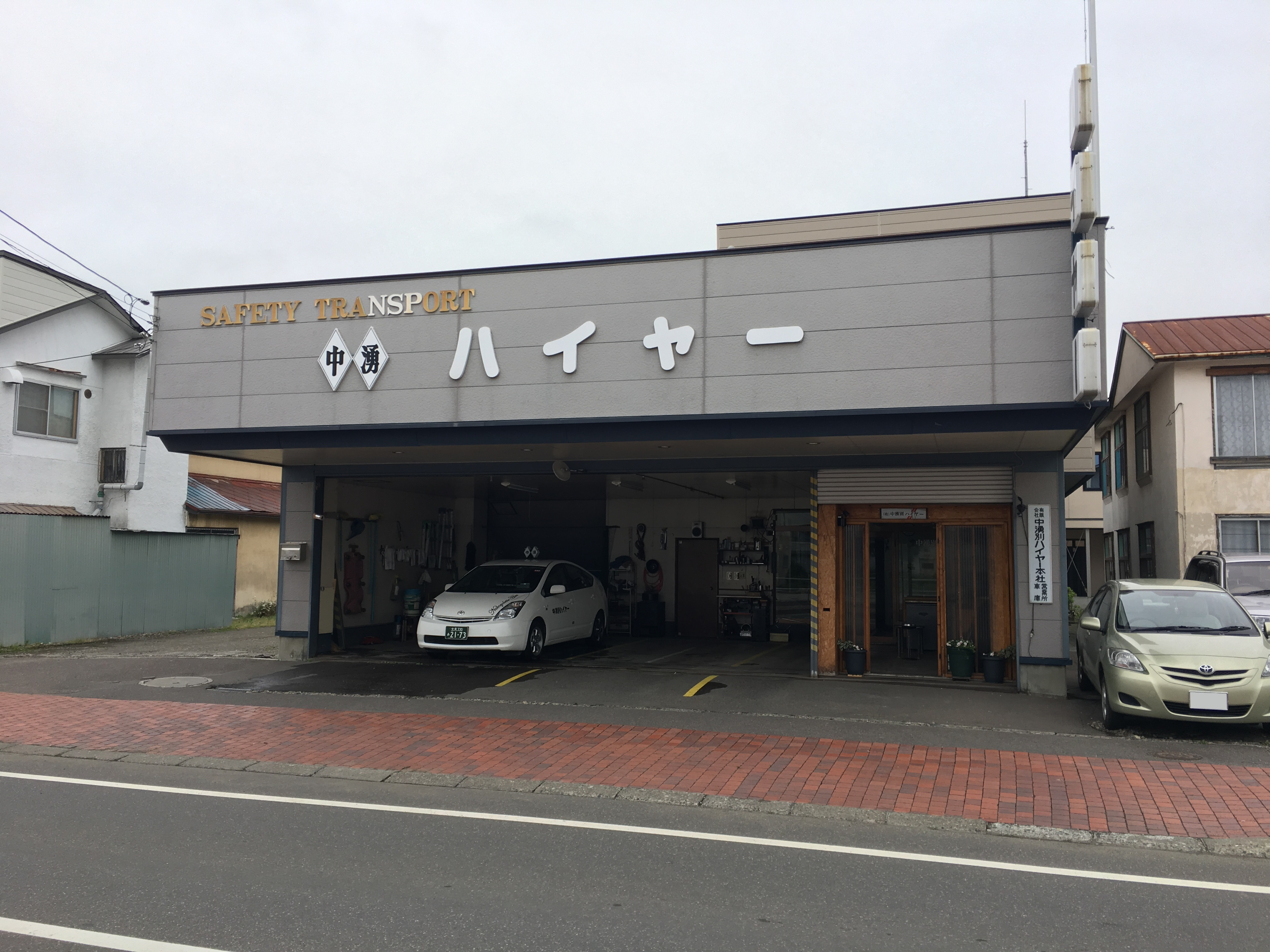
中湧別ハイヤー本社

### 道路
高速道路（高規格幹線道路）
- 国土交通省北海道開発局
  - E39 旭川紋別自動車道（国道450号）：上湧別IC（事業中）

一般国道
- 国道238号
- 国道242号

一般道道
- 北海道道204号湧別上湧別線
- 北海道道244号遠軽芭露線
- 北海道道336号上社名淵上湧別線
- 北海道道404号上湧別停車場線
- 北海道道491号芭露停車場線
- 北海道道656号湧別停車場サロマ湖線
- 北海道道685号計呂地若佐線
- 北海道道712号緑蔭中湧別停車場線

道の駅
- 愛ランド湧別
- かみゆうべつ温泉チューリップの湯

- 道の駅愛ランド湧別
- 道の駅かみゆうべつ温泉チューリップの湯

## 機雷事故
1942年（昭和17年）5月、海岸に2個の機雷が漂着。公開爆破処理の作業中に1個が不意に爆発、死者106人、負傷者130人を出す。

## 出身の有名人
- 金子きみ - 作家
- 上野順恵 - ロンドンオリンピック柔道女子63kg級銅メダリスト
- 上野雅恵 - アテネオリンピック・北京オリンピック柔道女子70kg級金メダリスト
- 佐川幸義 - 武道家
- 黒岩真美 - クラリネット奏者
- 高橋美穂 - アナウンサー
- 高橋香代 - タレント
- 藤崎照彦 - 声優
- 島崎憲明 - 実業家
- 紙屋克子 - 看護学者
- 佐藤英明 - 動物学者、東北大学教授
- 町麻衣 - 漫画家
- 小松立美 - 漫画家
- 黒田かすみ - 漫画家
- 関野剛平 - バスケットボール選手